# Комета

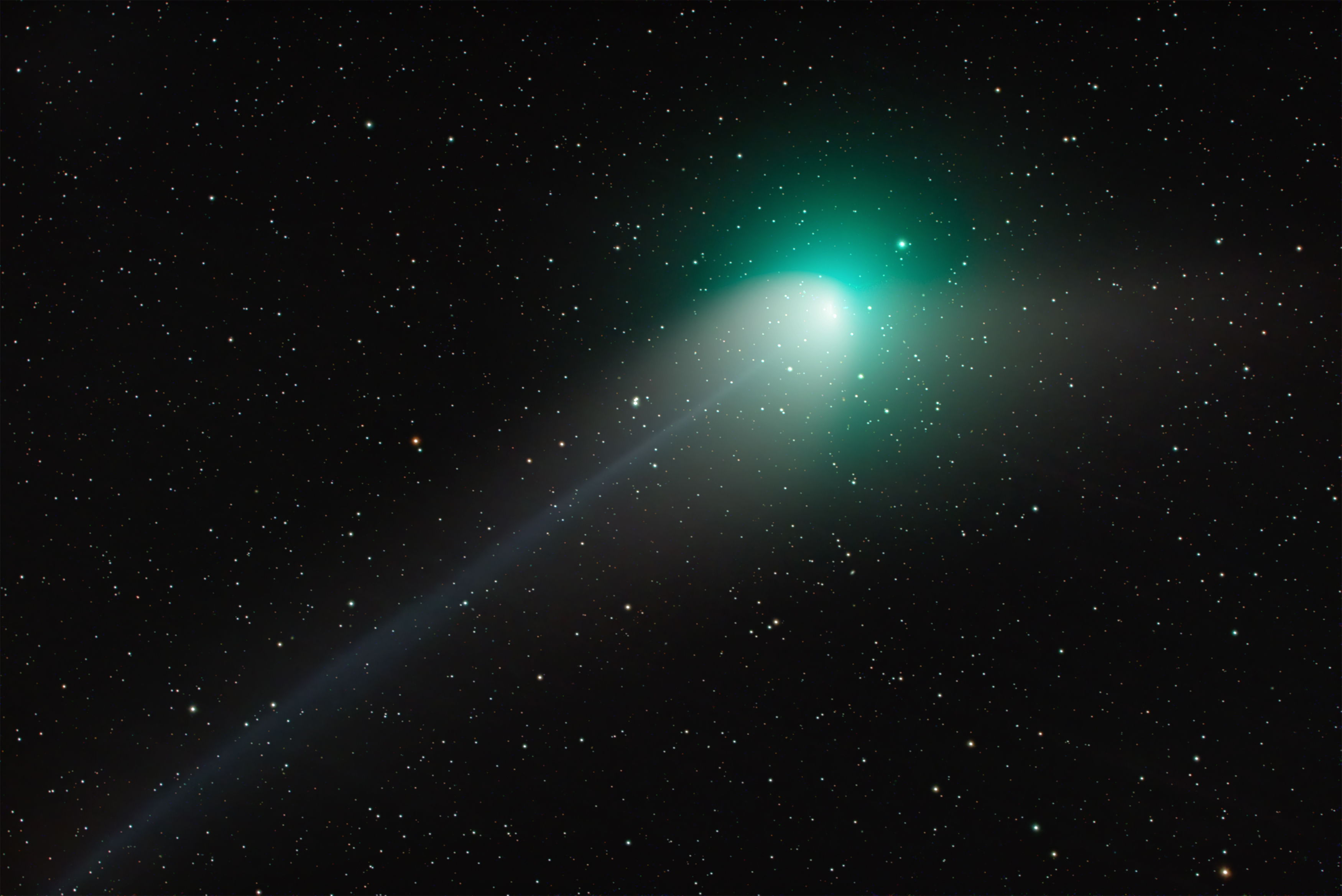
Довгоперіодична комета C/2022 E3 (ZTF), 27 січні 2023

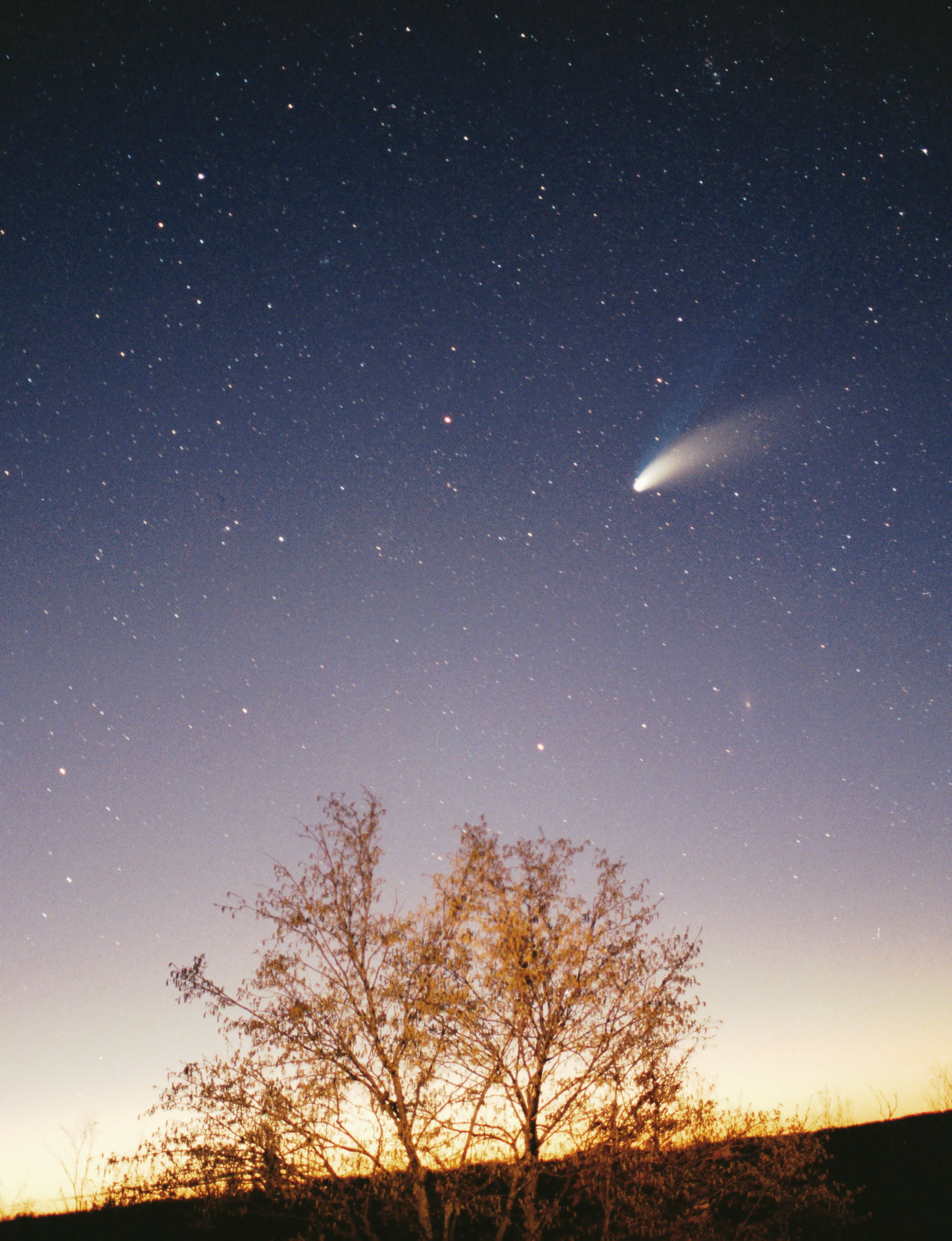
Комета С/1995 O1 (Гейла — Боппа). Спостереження 29 березня 1997 року в Пазині, Хорватія.

Комета (від грец. κομήτης — волохатий, від грец. κόμη — волосся) — мале тіло Сонячної системи, яке має дуже ексцентричні еліптичні орбіти. При наближенні до Сонця, комета нагрівається та починає виділяти гази з утворенням гравітаційно незв'язаної атмосфери (коми) навколо ядра, а також хвоста газу та пилу, що зумовлено впливом сонячного випромінювання та сонячного вітру.
Ядра комети можуть мати розміри від кількох сотень метрів до десятків кілометрів і складаються з пухких скупчень льоду, пилу та дрібних кам'яних частинок. Діаметр коми може до 15 разів перевищувати діаметр Землі, тоді як хвіст може мати довжину понад одну астрономічну одиницю.
Вважається, що комети зароджуються в поясі Койпера або пов'язаному з ним розсіяному диску, який лежить за орбітою Нептуна, та в хмарі Оорта — сферичній хмарі крижаних тіл, що тягнеться за межі поясу Койпера до середини відстані до найближчої зірки.
Деякі комети можна побачити із Землі без допомоги телескопа, що давало змогу спостерігати та документувати їх з давніх часів в усьому світі. Особливо яскраві комети називають «Великими».
Станом на листопад 2021 року, було відомо про понад 4500 комет[відсутнє в джерелі]. Однак це лише невелика частина загальної очікуваної кількості комет, оскільки вважається, що у хмарі Оорта налічується близько трильйона кометоподібних тіл. Неозброєним оком можна побачити в середньому одну комету на рік, хоча багато з них тьмяні та не видовищні.
Для вивчення комет до них спрямовують космічні апарати. Так, наприклад, під час місії НАСА «Deep Impact», зонд протаранив поверхню комети 9P/Темпеля для вивчення її внутрішньої структури, а в ході місії ЄКА «Розетта» здійснено першу посадку на комету Чурюмова-Герасименко.

Анімація руху комети по еліптичній орбіті навколо зорі. Блакитним кольором позначено газовий хвіст, сірим — пиловий хвіст.

## Походження
Комети з'являються з периферії Сонячної системи, зокрема з хмари Оорта і поясу Койпера. Їхні орбіти постійно змінюються під впливом гравітації основних планет. Унаслідок цього деякі з комет переходять на близько-сонячні орбіти і Сонце знищує їх, коли вони наближаються до нього, інші крижані брили назавжди залишають Сонячну систему.
Вважають, що комети походять із двох основних областей: хмари Оорта, розташованої на великій відстані від Сонця і складається із «решток», що залишилися після конденсації сонячної туманності, та поясу Койпера, розташованого за орбітою Нептуна. Зовнішні краї цих областей досить холодні для того, щоб вода існувала там у твердому (а не газоподібному) стані. Тіла, розташовані на закраїнах Сонячної системи, як правило, складаються з летких речовин (водяних, метанових та інших льодів), що випаровуються при підлітанні до Сонця.
Попри те, що астероїди зазвичай походять з інших джерел, дуже старі комети, які втратили леткі речовини, можуть дуже нагадувати їх.

## Будова комет
Як правило, комети складаються з «голови» — невеликого яскравого згустку-ядра, що оточена світлою туманною оболонкою (комою), яка складається з газу та пилу, та одного чи кількох хвостів.
Тривале існування низки періодичних комет, що багаторазово пролітали поблизу Сонця, пояснюється незначною втратою речовини при кожному прольоті (через утворення пористого теплоізоляційного шару на поверхні ядер або наявності в ядрах тугоплавких речовин).
Основні газові складові комет

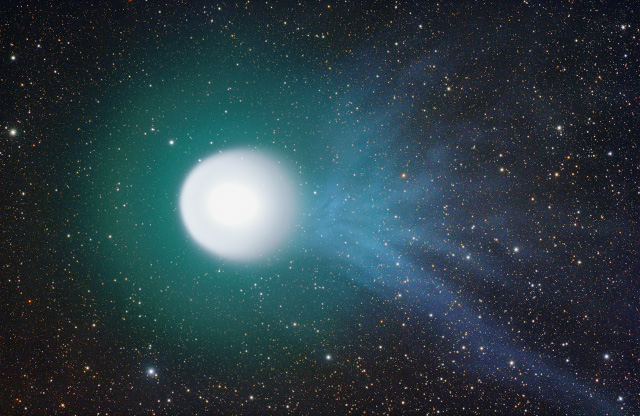
Комета Голмса (17P/Holmes) у 2007 році, праворуч блакитним видно іонізований газ.

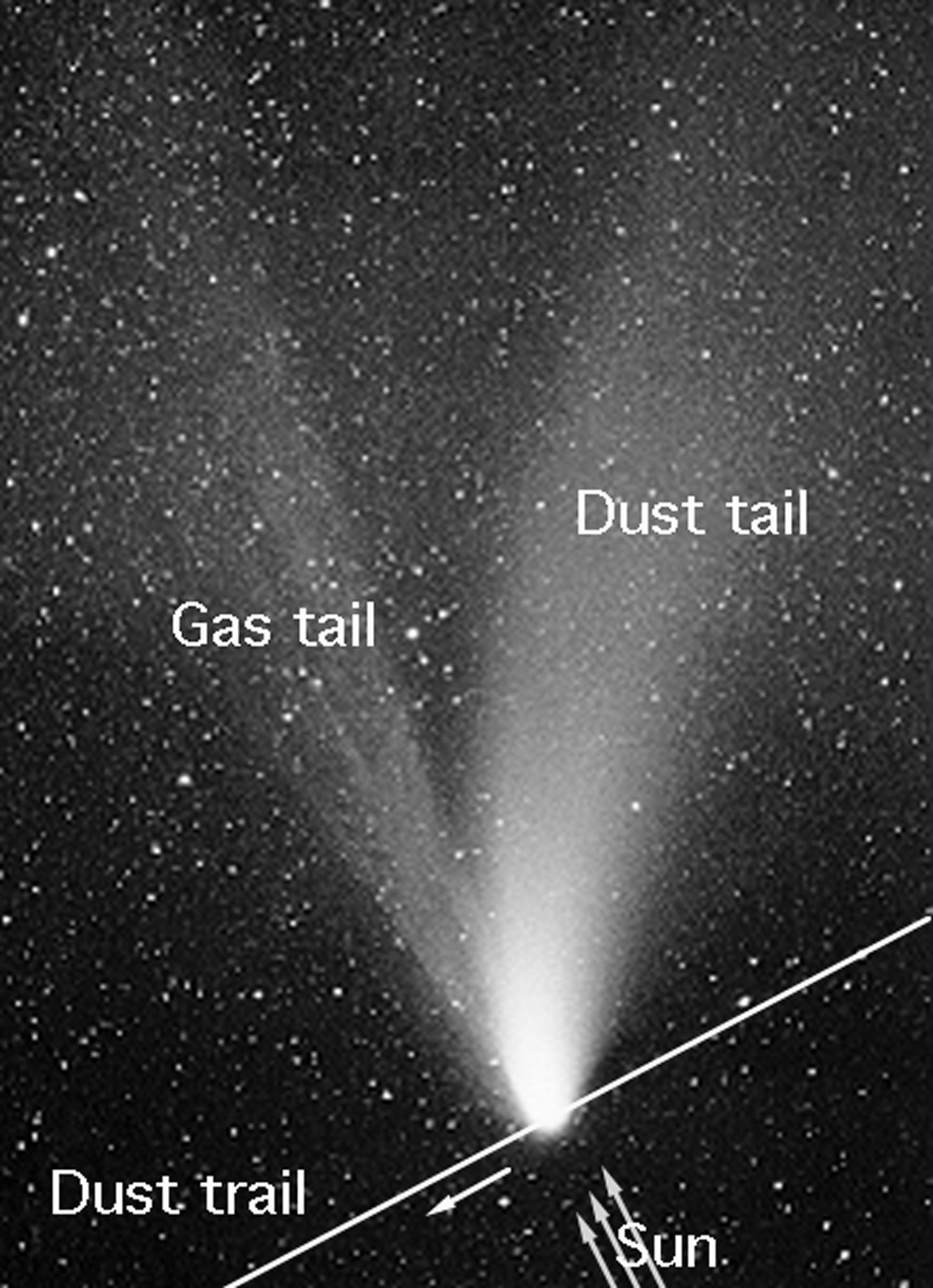
Видимий хвіст може складатися з двох частин: газового і пилового

Основні газові складові комет включають різноманітні атоми, молекули та іони, які випаровуються під дією сонячного випромінювання, створюючи характерні хвости комет. В таблиці нижче наведені найпоширеніші компоненти газового складу комет:
| Атоми | Молекули | Іони |
| ----- | -------- | ---- |
| Н     | Н2O      | H2O+ |
| О     | О2       | H3O+ |
| С     | С3       | OH+  |
| S     | CN       | CO+  |
| Na    | СН       | CO2+ |
| Fe    | СО       | CH+  |
| Co    | HCN      | CN+  |
| Ni    | CH3CN    |      |
|       | H2CO     |      |

### Ядро
Ядро — тверда частина комети, яка складається з твердих частинок і льоду й має невеликий розмір (порівняно з комою чи хвостом). Навколо ядра активної комети (при його наближенні до Сонця) утворюється кома.
Кометні ядра складаються з суміші каміння, пилу, водяного льоду, а також замерзлого вуглекислого газу, чадного газу, метану та аміаку. Тому їх часто називають «брудними космічними сніжками» за моделлю Фреда Віппла. Комети з більшим вмістом пилу отримали назву «крижані брудні кульки». Термін «крижані брудні кульки» виник після спостереження зіткнення комети 9P/Темпеля із зондом Deep Impact у липні 2005 року. За образним порівнянням, комети нагадують «морозиво у фритюрі» (англ. deep fried ice cream), оскільки їхня поверхня складається з щільного кристалічного льоду, змішаного з органічними сполуками, в той час як внутрішній лід холодніший і менш щільний.
Поверхня ядра зазвичай є сухою, пилоподібною та кам'янистою, а лід ховається під поверхневою корою товщиною в кілька метрів.
Ядра містять різноманітні органічні сполуки, серед яких метанол, ціанистий водень, формальдегід, етанол, етан і, можливо, складніші молекули, як-от вуглеводні з довгими ланцюгами та амінокислоти У 2009 році було підтверджено, що амінокислоту гліцин було знайдено в кометному пилу, зібраному місією NASA Stardust. У серпні 2011 року було опубліковано доповідь, основану на дослідженнях NASA метеоритів, знайдених на Землі, яка припускає, що компоненти ДНК і РНК (аденін, гуанін і пов'язані з ними органічні молекули) могли утворитися на астероїдах і кометах.
Зовнішня поверхня кометних ядер має дуже низьке альбедо, що робить їх одними з найтьмяніших об'єктів у Сонячній системі. Космічний зонд Giotto виявив, що ядро комети Галлея відбиває близько 4 % світла, яке падає на нього, а Deep Space 1 виявив, що поверхня комети Борреллі відбиває менше 3,0 %; для порівняння, асфальт відбиває 7 %. Темний матеріал поверхні ядра може складатися зі складних органічних сполук. Сонячне нагрівання витісняє леткі сполуки, залишаючи важчі органічні сполуки, які, як правило, дуже темні, наприклад, дьоготь або видобувну нафту. Низька відбивна здатність поверхні комет призводить до поглинання тепла, що призводить до процесів газовиділення.
Розміри ядер комет різняться. Спостерігалися ядра комет з радіусом до 30 кілометрів, але встановити їх точний розмір важко. Ядро 322P/SOHO, ймовірно, має лише 100—200 метрів в діаметрі. Відсутність виявлення менших комет, попри підвищену чутливість інструментів, змусила декого припустити, що існує реальна нестача комет, менших за 100 метрів в поперечнику. 
За оцінками, відомі комети мають середню густину 0,6 г/см3. Через свою малу масу ядра комет не стають кулястими під дією власної гравітації і тому мають неправильну форму.
Приблизно 6 % навколоземних астероїдів вважаються вимерлими ядрами комет, які більше не виділяють газ, зокрема 14827 Гіпнос і 3552 Дон Кіхот.
Результати спостережень космічних апаратів «Розетта» і «Філи» показують, що ядро комети Чурюмова-Герасименко не має магнітного поля, що свідчить про те, що магнетизм, можливо, не відігравав ролі в ранньому утворенні планетезималей. Крім того, спектрограф ALICE на «Розетті» визначив, що електрони (в межах 1 км над ядром комети) формуються внаслідок фотоіонізації молекул води сонячним випромінюванням, а не безпосередньо внаслідок дії фотонів від Сонця, які, як вважалося раніше, відповідальні за деградацію молекул води і вуглекислого газу, що вивільняються з ядра комети в її кому. Прилади на спусковому апараті «Філи» виявили на поверхні комети щонайменше шістнадцять органічних сполук, чотири з яких (ацетамід, ацетон, метил-ізоціанат і пропіональдегід) виявили на кометах вперше.
| Назва                         | Розміри, км | Густина, г/см3 | Маса, кг | Джерело       |
| ----------------------------- | ----------- | -------------- | -------- | ------------- |
| Комета Галлея (1P/Halley)     | 15x8x8      | 0.6            | 3*1014   | [ 39 ]        |
| 9P/Темпеля                    | 7.6x4.9     | 0.62           | 7.9*1013 | [ 30 ]        |
| Комета Бореллі (19P/Borrelly) | 8x4x4       | 0.3            | 2.0*1013 | [ 30 ]        |
| 81P/Wild                      | 5.5x4.0x3.3 | 0.6            | 2.3*1013 | [ 30 ] [ 40 ] |
| 67P/Чурюмова-Герасименко      | 4.1x3.3x1.8 | 0.47           | 1.0*1013 | [ 41 ] [ 42 ] |

### Кома

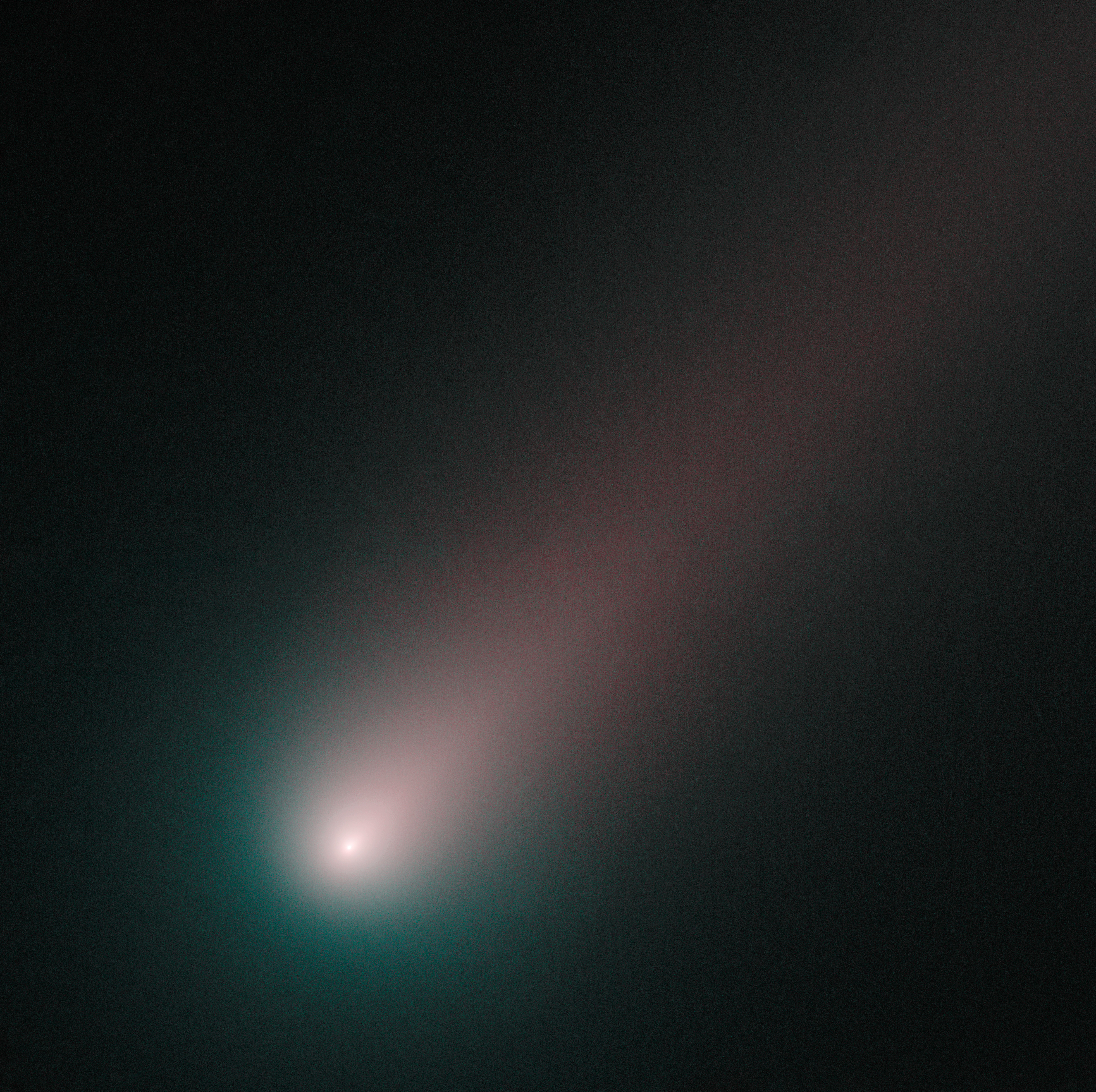
Зображення Хаббла комети ISON незадовго до перигелію.

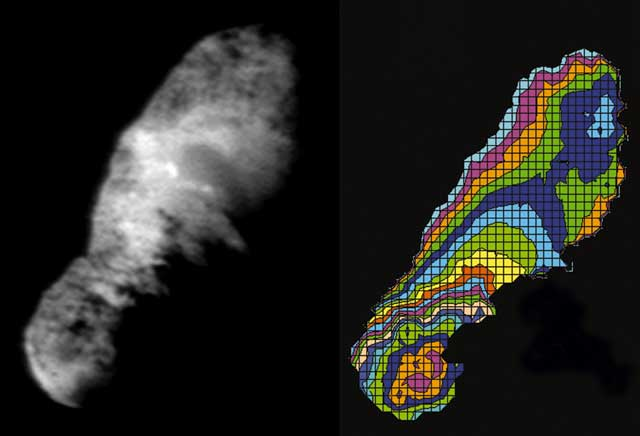
Комета Борреллі демонструє струмені, але не має поверхневого льоду.

Потоки пилу і газу, що вивільняються, утворюють навколо комети величезну й розріджену атмосферу, яка називаються «комою». Тиск світлового випромінювання й сонячного вітру призводить до утворення величезного «хвоста», спрямованого в бік від Сонця.
Кома зазвичай складається з води та пилу, причому вода становить до 90 % летких речовин, які витікають з ядра, коли комета перебуває в межах 3-4 астрономічних одиниць (від 450 000 000 до 600 000 000 км) від Сонця. Батьківська молекула Н2О руйнується головним чином через фотоліз та значно меншою мірою через фотоіонізацію, причому сонячний вітер відіграє незначну роль у руйнуванні води порівняно з фотохімією. Більші частинки пилу залишаються вздовж орбітального шляху комети, тоді як менші частинки відштовхуються від Сонця до хвоста комети під впливом світлового тиску.
Хоча тверде ядро комети зазвичай не перевищує 60 кілометрів у поперечнику, кома може мати тисячі й мільйони кілометрів у поперечнику, іноді стаючи більшою за Сонце. Наприклад, приблизно через місяць після спалаху в жовтні 2007 року комета 17P/Голмса на короткий час мала розріджену пилову атмосферу, більшу за Сонце. Велика комета 1811 року мала кому діаметром приблизно з Сонце. Хоча кома може бути досить великою, її розмір зменшується з віддаленням комети від Сонця, коли вона перетне орбіту Марса на відстані близько 1,5 астрономічних одиниць (220 000 000 км) від Сонця. На цій відстані сонячний вітер стає достатньо сильним, щоб здувати газ і пил з коми, збільшуючи при цьому хвіст. За спостереженнями, іонні хвости можуть простягатися на одну астрономічну одиницю (150 млн км) і більше.
І кома, і хвіст освітлюються Сонцем і можуть стати видимими, коли комета проходить через внутрішню частину Сонячної системи, пил безпосередньо відбиває сонячне світло, а гази світяться від іонізації. Більшість комет занадто слабкі, щоб їх можна було побачити без допомоги телескопа, але кілька з них кожне десятиліття стають достатньо яскравими, щоб їх можна було побачити неозброєним оком. Іноді комета може пережити величезний і раптовий викид газу і пилу, під час якого розмір комети на деякий час значно збільшується. Це сталося у 2007 році з кометою 17P/Голмса.
У 1996 році було виявлено, що комети випромінюють рентгенівське випромінювання. Це дуже здивувало астрономів, адже рентгенівське випромінювання зазвичай асоціюється з дуже високотемпературними тілами. Рентгенівське випромінювання генерується взаємодією між кометами і сонячним вітром: коли високозаряджені іони сонячного вітру пролітають через кометну атмосферу, вони зіштовхуються з атомами і молекулами комет, «вибиваючи» один або кілька електронів з атома в процесі, який називається «обмін зарядом». Цей обмін або передача електрона іону сонячного вітру супроводжується його дезбудженням в основний стан іона шляхом випромінювання рентгенівських променів і фотонів далекого ультрафіолету.

### Головна ударна хвиля
Головна ударна хвиля утворюється в результаті взаємодії сонячного вітру з кометною іоносферою, яка виникає внаслідок іонізації газів у комі. Коли комета наближається до Сонця, зростаюча швидкість газовиділення призводить до розширення коми, а сонячне світло іонізує гази в ній. Коли сонячний вітер проходить через цю іонну кому, виникає головна ударна хвиля.
Перші спостереження зробили у 1980-х і 1990-х роках, коли кілька космічних апаратів пролітали повз комети 21P/Джакобіні-Зіннера, 1P/Галлея і 26P/Грігга-Ск'єллерупа. Тоді було виявлено, що ударні хвилі комет ширші і більш поступові, ніж різкі планетарні ударні хвилі, які спостерігаються, наприклад, на Землі. Всі ці спостереження було зроблено поблизу перигелію, коли ударні хвилі вже були повністю сформовані.
Космічний апарат «Розетта» спостерігав ударну хвилю комети 67P/Чурюмова-Герасименко на ранній стадії розвитку, коли газовиділення збільшувалося з наближенням комети до Сонця. Ця молода головна ударна хвиля асиметрична і відносно відстані до ядра ширша, ніж повністю сформована.

### Хвіст

Типовий напрямок хвостів під час руху комети по орбіті біля Сонця

У XIX столітті українсько-російський астроном Федір Бредіхін запропонував класифікацію кометних хвостів на три типи за їх формою та напрямком. Завдяки розвитку технологій та глибшому розумінню фізики комет, ми класифікуємо хвости за їх складом на пиловий, іонний та рідкісний натрієвий типи. Ця сучасна класифікація дозволяє краще зрозуміти природу та поведінку комет.
У зовнішній частині Сонячної системи комети залишаються замороженими та неактивними, і їх надзвичайно важко або неможливо виявити із Землі через їхній малий розмір. Повідомлялося про статистичні виявлення неактивних ядер комет в поясі Койпера за результатами спостережень космічного телескопа Габбла, але ці виявлення поставили під сумнів. Коли комета наближається до внутрішньої частини Сонячної системи, сонячне випромінювання змушує леткі речовини всередині комети випаровуватися та витікати з ядра, несучи з собою пил. Попри те, що в хвості та комі зосереджено менше однієї мільйонної частки маси комети, майже 99,9 % її світіння походить саме з цих газових утворень. Справа в тому, що ядро дуже компактне і має низьке альбедо.
Потоки пилу та газу утворюють окремі хвости, спрямовані дещо по різному. Хвіст пилу залишається на орбіті комети таким чином, що він часто утворює вигнутий хвіст, званий хвостом II типу або пиловим хвостом, склад якого схожий з астероїдною речовиною Сонячної системи, що з'ясувалося в результаті дослідження комети 81P/Wild (Вільда 2) космічним апаратом «Стардаст» («Зоряний пил»). Водночас хвіст іонів або хвіст I типу, що складається з газів, завжди спрямований прямо від Сонця. Оскільки сонячний вітер впливає на цей газ сильніше, ніж на пил, іоний хвіст лежить уздовж ліній магнітного поля, а не вздовж орбіти комети. Іноді, наприклад, коли Земля проходить через площину орбіти комети, можна побачити антихвіст, спрямований у протилежний бік від хвостів іонів і пилу.
Спостереження антихвостів значно сприяло відкриттю сонячного вітру. Іонний хвіст утворюється в результаті іонізації сонячним ультрафіолетовим випромінюванням частинок у комі. Після того, як частинки іонізуються, вони досягають сумарного позитивного електричного заряду, який, у свою чергу, створює «індуковану магнітосферу» навколо комети. Комета та її індуковане магнітне поле є перешкодою для частинок сонячного вітру, що летять назовні. Оскільки відносна орбітальна швидкість комети та сонячного вітру надзвукова, перед кометою в напрямку потоку сонячного вітру утворюється ударна хвиля. На фронті цієї хвилі виникає велика концентрація іонів (плазми), яка «перевантажує» сонячне магнітне поле, так що силові лінії навколо комети «драпіруються», утворюючи іонний хвіст.
Якщо навантаження іонного хвоста є достатнім, лінії магнітного поля стискаються разом до точки, де на деякій відстані вздовж іонного хвоста відбувається магнітне перез'єднання. Це призводить до «події відключення хвоста». Таке спостерігалося декілька разів, одну з подій було зареєстровано 20 квітня 2007 року, коли іонний хвіст комети Енке був повністю відірваний, коли комета проходила через корональний викид маси. Цю подію спостерігав космічний зонд STEREO.

### Джет

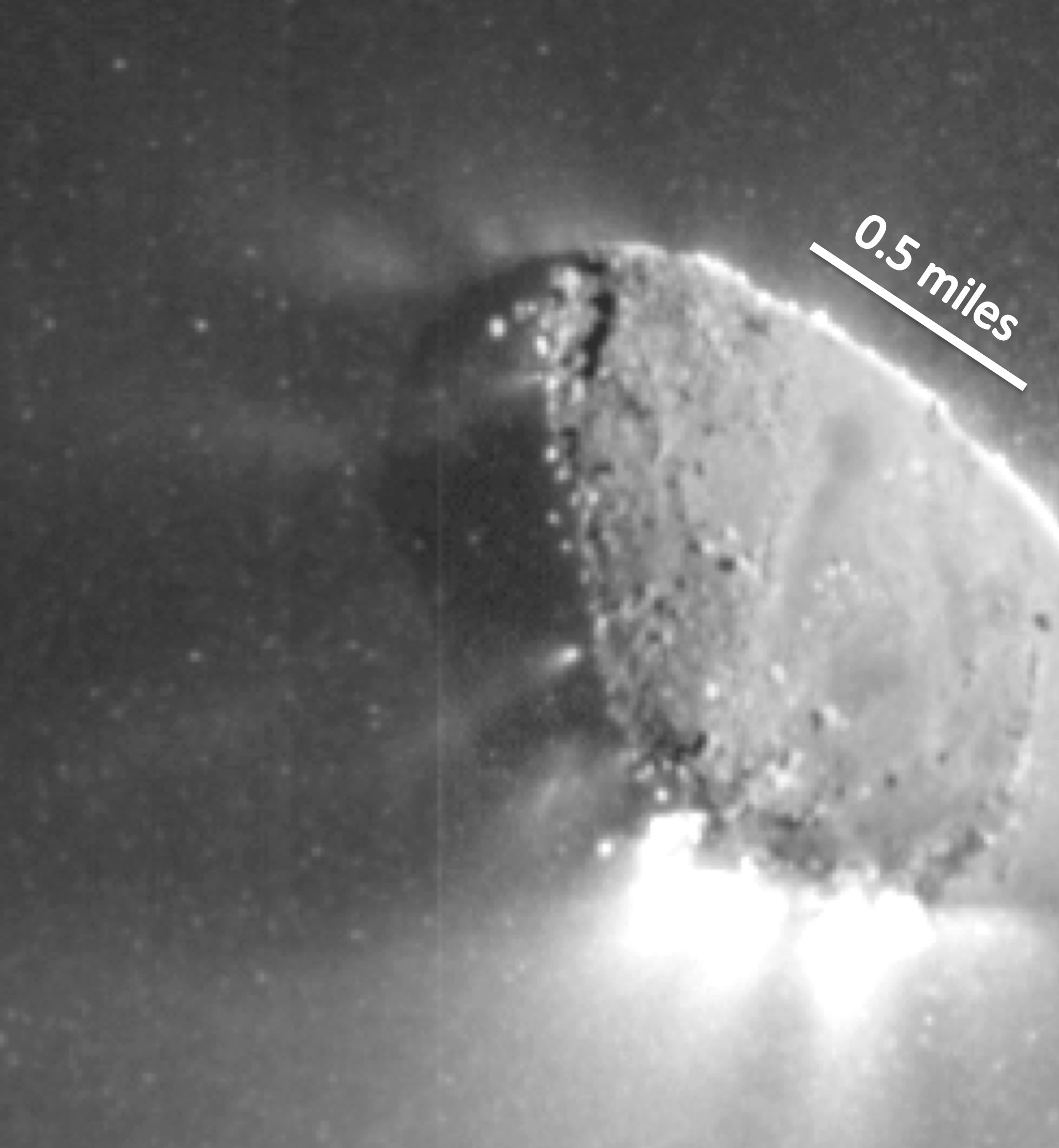
Газові і снігові джети 103P/Hartley

Джет — прорив, подібний до гейзера, новоутворених газів зі слабкого місця на поверхні ядра комети, яке було спричинено нерівномірним нагріванням. Ці потоки газу і пилу можуть змусити ядро обертатися і навіть розколотися на частини. 2010 року було виявлено, що сухий лід (заморожений вуглекислий газ) може живити струмені матеріалу, що витікає з ядра комети. Інфрачервоні знімки Гартлі 2 показують, що такі струмені виходять і несуть із собою пилинки у кому.

## Орбітальні характеристики

### Короткоперіодичні комети
Короткоперіодичні комети визначаються як такі, що мають орбітальний період менше 200 років. Зазвичай вони обертаються більш-менш у площині екліптики в тому ж напрямку, що й планети. Їхні орбіти зазвичай виводять їх в область зовнішніх планет в афелії; наприклад, афелій комети Галлея знаходиться трохи далі за орбіту Нептуна. Комети, чиї афелії знаходяться поблизу орбіти великої планети, називаються її «сімейством». Вважається, що такі сімейства виникають внаслідок того, що планета захоплює колишні довгоперіодичні комети на коротші орбіти.
На екстремальній межі короткого орбітального періоду комета Енке має орбіту, яка не досягає орбіти Юпітера, і знана як комета типу Енке. Короткоперіодичні комети з орбітальним періодом менше 20 років і малим нахилом (до 30 градусів) до екліптики називаються традиційними кометами сімейства Юпітера. Ті, що подібні до Галлея, з періодами обертання від 20 до 200 років і нахилами від нуля до понад 90 градусів, називаються кометами типу Галлея. Станом на 2023 рік було зареєстровано 70 комет типу Енке, 100 комет типу Галлея і 755 комет типу Койне. Нещодавно відкриті комети головного пояса утворюють окремий клас, що обертається більш круговими орбітами в межах поясу астероїдів.
Оскільки їхні еліптичні орбіти часто наближають їх до планет-гігантів, комети зазнають подальших гравітаційних збурень. Короткоперіодичні комети схильні до того, що їхні афелії збігаються з півосями планет-гігантів, причому найбільшою групою є сімейство Юпітера. Зрозуміло, що комети, які приходять з хмари Оорта, часто зазнають сильного впливу гравітації планет-гігантів на свої орбіти внаслідок сильного зближення. Юпітер є джерелом найбільшого гравітаційного впливу, оскільки він більш як удвічі масивніший за всі інші планети разом узяті. Цей вплив може переводити довгоперіодичні комети на коротші орбіти.
Виходячи з їхніх орбітальних характеристик, вважається, що короткоперіодичні комети походять з кентаврів та поясу диска Койпера — диска об'єктів у транснептуновій області, тоді як джерелом довгоперіодичних комет вважається набагато віддаленіша сферична хмара Оорта. Вважається, що величезні рої кометних тіл обертаються навколо Сонця в цих далеких регіонах по приблизно колових орбітах. Іноді гравітаційний вплив зовнішніх планет (у випадку об'єктів поясу Койпера) або найближчих зір (у випадку об'єктів хмари Оорта) може вивести одне з цих тіл на еліптичну орбіту, яка спрямовує його всередину Сонячної системи, утворюючи видиму комету. На відміну від повернення періодичних комет, чиї орбіти встановлені попередніми спостереженнями, поява нових комет за цим механізмом є непередбачуваною. Коли комети наближаються до Сонця, вони втрачають тонни речовини, що значно впливає на тривалість їхнього життя; чим більше втрачається, тим коротше вони живуть, і навпаки.

Орбіти комети Кохоутека (червона) і Землі (синя), що ілюструють високий ексцентриситет її орбіти та швидкий рух при наближенні до Сонця.

### Довгоперіодичні комети
Довгоперіодичні комети мають дуже ексцентричні орбіти і періоди від 200 років до тисяч або навіть мільйонів років. Ексцентриситет, більший за 1 поблизу перигелію, не обов'язково означає, що комета покине Сонячну систему. Наприклад, комета Макнота мала геліоцентричний коливальний ексцентриситет 1,000019 в епоху проходження перигелію в січні 2007 року, але пов'язана з Сонцем орбітою з періодом близько 92 тис. років, тому що ексцентриситет падає нижче 1, коли вона віддаляється від Сонця. Майбутню орбіту довгоперіодичної комети правильно отримати, якщо обчислити коливальну орбіту в момент часу після виходу з планетної області та обчислити її відносно центру мас Сонячної системи. За визначенням довгоперіодичні комети залишаються гравітаційно пов'язаними з Сонцем; ті комети, які вилітають із Сонячної системи внаслідок близького проходження повз великі планети, вже не вважаються такими, що мають «періоди». Орбіти довгоперіодичних комет виводять їх далеко за межі зовнішніх планет в афелії, і площина їхніх орбіт не обов'язково лежить поблизу екліптики. Довгоперіодичні комети, такі як C/1999 F1 і C/2017 T2 (PANSTARRS), можуть мати відстань до афелія майже 70 000 а.о. (0,34 пк; 1,1 світловий рік) з орбітальним періодом близько 6 мільйонів років. Неперіодичні комети схожі на довгоперіодичні, оскільки вони мають параболічні або злегка гіперболічні траєкторії поблизу перигелію у внутрішній частині Сонячної системи. Однак гравітаційний вплив від планет-гігантів змушує їхні орбіти змінюватися. Одноразові комети мають гіперболічну або параболічну коливальну орбіту, яка дозволяє їм назавжди залишити Сонячну систему після одного прольоту повз Сонце.
Ранні спостереження виявили кілька справді гіперболічних (тобто, неперіодичних) траєкторій, але їх можна пояснити впливом від Юпітера. Комети з міжзоряного простору рухаються зі швидкостями того ж порядку, що й відносні швидкості зір поблизу Сонця (кілька десятків кілометрів на секунду). Коли такі об'єкти потрапляють у Сонячну систему, вони мають позитивну питому орбітальну енергію, що призводить до позитивної швидкості на нескінченності, і мають помітно гіперболічні траєкторії. Приблизний розрахунок показує, що на орбіті Юпітера може бути чотири гіперболічні комети на століття, плюс-мінус один, а можливо, і два порядки величини.

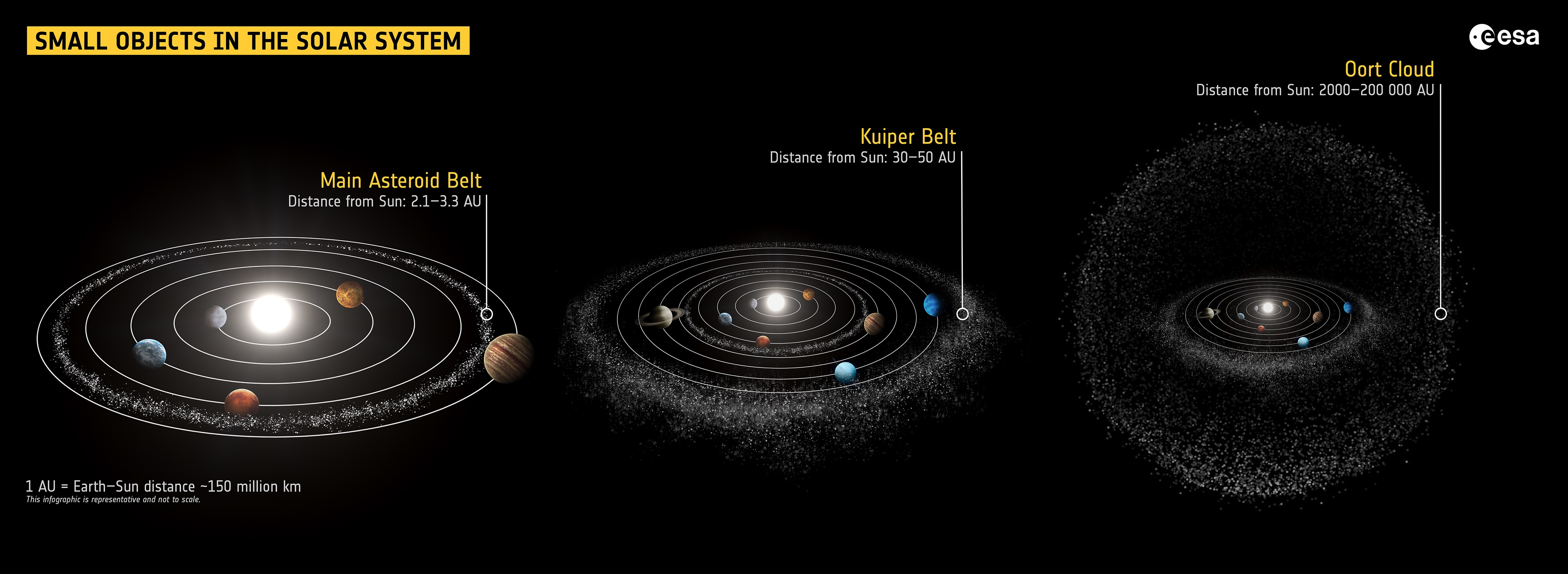
Вважається, що хмара Оорта оточує Сонячну систему. Для порівняння показано з поясом Койпера та поясом астероїдів.

### Хмара Оорта та Хмара Гіллса
Вважається, що хмара Оорта займає величезний простір від зовнішніх меж поясу Койпера до відстані 2 000 — 5 000 а.о. від Сонця. За деякими оцінками, її зовнішній край може перебувати на відстані від 100 000 до 200 000 а.о. (1,58 і 3,16 світлових років). Область може бути розділена на сферичну зовнішню хмару Оорта розміром 20 000-50 000 а.о. та пончикоподібну внутрішню хмару, хмару Хіллса, розміром 2 000-20 000 а.о. Зовнішня хмара лише слабко пов'язана з Сонцем і є джерелом довгоперіодичних комет (і, можливо, комет типу Галлея), які потрапляють на орбіту Нептуна. Внутрішня хмара Оорта, також знана як хмара Гіллса, названа на честь Джека Г. Гіллса, який припустив її існування у 1981 році. Моделі передбачають, що внутрішня хмара повинна мати в десятки або сотні разів більше кометних ядер, ніж зовнішнє гало; вона розглядається як можливе джерело нових комет, які поповнюють відносно неміцну зовнішню хмару, оскільки кількість останніх поступово виснажується. Хмара Гіллса пояснює подальше існування хмари Оорта через мільярди років.

## Класифікація

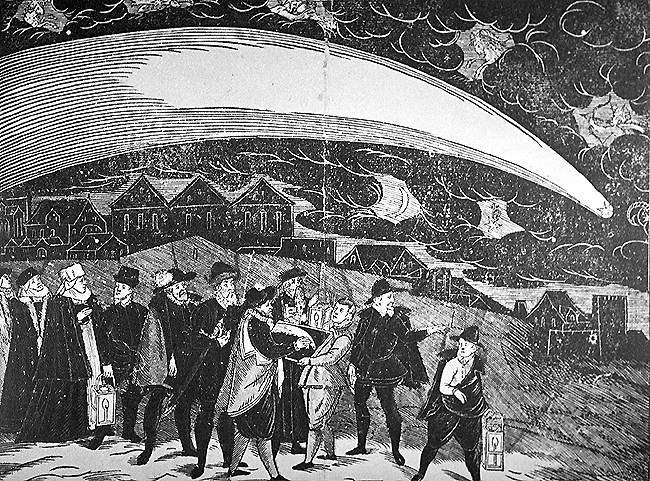
Гравюра на дереві «Велика комета 1577»

Класифікація комет здійснюється за різними критеріями:
За періодом обертання навколо Сонця комети поділяють на:
- Короткоперіодичні — комети, що мають період обертання навколо Сонця менше 200 років[98];
- Довгоперіодичні — комети, що мають період обертання навколо Сонця від 200 років[98];
- Неперіодичні — комети, що рухаються за гіперболічною траєкторією, для яких визначення періоду неможливе[98].

Неперіодичні комети поділяють за формою орбіти:
- Гіперболічні —- комети, ексцентриситет орбіти яких більше 1[99]. Зокрема, до таких належать міжзоряні комети, першу з яких відкрили 2019 року;
- Навколопараболічні — комети, ексцентриситет орбіти яких близький до 1 (зазвичай від 0,99 до 1).

Періодичні комети поділяють на сімейства (родини) за розташуванням афелію:
- Комети сімейства Юпітера — короткоперіодичні комети, з періодом обертання менше 20 років та нахилом орбіти до 30 градусів[78][100];
- Комети сімейства Сатурна;
- Комети сімейства Урана (наприклад, комета Темпеля-Туттля);
- Комети сімейства Нептуна (наприклад, комета Галлея).

За близькістю перигелію до Сонця виділяють сімейство короткоперигелійних комет (англ. sungrazer).
Попри те, що малі комети можуть повністю випаруватися під час наближення до Сонця, більші з них можуть проходити перигелій кілька разів. Однак припливні сили часто призводять до їх розколу та фрагментації.
Близько 90 % присонячних комет, що спостерігалися за допомогою Сонячної та Геліосферичної Обсерваторії, належать до групи присонячних комет Крейца, які походять від однієї велетенської комети, яка розпалася на багато менших під час свого першого проходження через внутрішню частину Сонячної системи. Решта містить кілька спорадичних комет, однак серед них виявлено чотири споріднені групи: групи Крахта, Крахта 2а, групи Марсдена та Мейєра. Групи Марсдена та Крахта, мабуть, пов'язані з кометою Махгольца, яка є джерелом двох метеорних потоків: Квадрантид та Арієтид.

### Великі комети

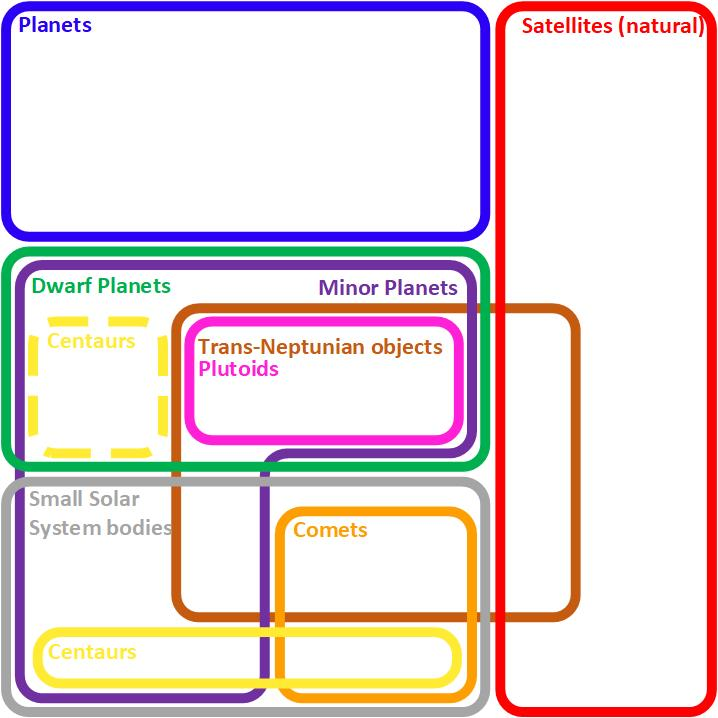
Діаграма Ейлера про типи небесних тіл в Сонячній системі

Приблизно раз на десятиліття, на небі з'являється досить яскрава комета, яку помічають багато спостерігачів. Такі комети називають «великими». 
Зробити передбачення чи комета стане великою, є складним завданням, оскільки багато факторів може спричинити відхилення яскравості комети від її прогнозів щодо неї. Загалом, якщо комета має велике й активне ядро, пролітає близько від Сонця й не затемнюється ним у час, коли вона найяскравіша, то у неї є шанс стати великою кометою. Однак, Комета Когоутека в 1973 році відповідала усім вищеназваним критеріям й очікувалося, що вона буде великою, але цього не сталося. Тоді як комета Веста, очікування щодо якої були набагато скромнішими, через три роки стала великою кометою.
Одним із відомих прикладів великих комет є Велика комета 1577 року. Ця неперіодична комета пролетіла досить близько від Землі та спостерігалася багатьма дослідниками, такими як Тихо Браге та Такіюддин аш-Шамі. Зокрема, Тихо Браге виміряв її паралакс і визначив, що комета перебуває вчетверо далі, ніж Місяць. Так було спростовано теорію про комети як атмосферне явище.

Наприкінці 20-го століття деякий час великих комет не було, після чого з'явилися дві поспіль — комети Хякутаке в 1996 році, а потім комети Гейла—Боппа, яка досягла максимальної яскравості в 1997 році. Першою великою кометою 21-го століття була C/2006 P1 (Макнота), яку дослідники спостерігали неозброєним оком у квітні 2007 року. Ця комета була найяскравішою за 40 років.

### Незвичайні комети
Із тисяч відомих комет, деякі з них виявляють незвичайні властивості. Комета Енке (2P/Encke) рухається по орбіті, що перебуває за межами поясу астероїдів близько орбіти планети Меркурій, тоді як комета 29P/Швассмана–Вахмана зараз рухається майже по круговій орбіті, що повністю лежить між орбітами Юпітера та Сатурна. 2060 Хірон, чия нестабільна орбіта знаходиться між Сатурном і Ураном, спочатку класифікували як астероїд, поки не помітили його слабку кому. Подібним чином комета комета Шумейкера-Леві 2 спочатку була позначена як астероїд 1990 UL3.

### Темні комети
В 2024 році астрофізики з Лабораторії реактивного руху (JPL) NASA в Південній Каліфорнії (США) повідомили про відкриття нового класу космічних об'єктів у Сонячній системі, які отримали назву «темні комети». Перші свідчення щодо існування «темних комет» з’явились ще у березні 2016 року. Комети даного класу не мають характерних хвостів та становлять потенційну небезпеку для Землі. До 2023 року дослідники виявили у Сонячній системі 14 таких об'єктів, розділивши їх на великі та малі комети з різними орбітами. Маючи достатньо прикладів, щоб сформувати закономірність, наукова спільнота створила нову категорію для цих об'єктів, назвавши їх «темними кометами».

### Найбільші комети
Найбільшою відомою періодичною кометою є 2006 Хірон діаметром 200 км, яка кожні 50 років проходить перигелій всередині орбіти Сатурна на відстані 8 а.о. Ймовірно, найбільшою відомою кометою хмари Оорта є комета Бернардінеллі-Бернштейна діаметром ≈150 км, яка не війде в перигелій до січня 2031 року, що знаходиться поблизу орбіти Сатурна на відстані 11 а.о. Також, за оцінками, комета 1729 року, що мала ≈100 км у діаметрі та досягла перигелію всередині орбіти Юпітера на відстані 4 а.о.

### «Кентаври»
Зазвичай «кентаври» виявляють властивості як комет, так і астероїдів. «Кентаври» можуть бути класифіковані як комети, такі як 60558 Ехекл та 166P/NEAT. Останню було відкрито при виявленні своєї коми, тому її класифікують як комету, попри її орбіту, а 60558 Ехекл при його відкритті класифікували і як комету, і як астероїд. Один із планів Кассіні передбачав відправити його до «кентавра», але NASA вирішило замість цього знищити його.

## Кінець життя комет

### Виліт із Сонячної системи
Якщо комета рухається досить швидко, вона може залишити Сонячну систему. Такі комети мають гіперболічну орбіту. Відомо, що сонячні комети вилітають тільки внаслідок гравітаційної взаємодії з іншим об'єктом у Сонячній системі, таким як Юпітер. Прикладом цього є комета C/1980 E1, орбіта якої була змінена внаслідок близького проходження до Юпітера у 1980 році. Період обертання комети навколо Сонця оцінювався в 7,1 мільйонів років, однак внаслідок близького проходження до планети, орбіта комети змінилася та стала гіперболічною. Міжзоряні комети, такі як 1I/Оумуамуа та Міжзоряна комета Борисова, ніколи не оберталися навколо Сонця, тому для виліту із Сонячної системи їм не потрібна гравітація іншого тіла Сонячної системи.

### Випаровування летких речовин
Комети сімейства Юпітера та довгоперіодичні комети згасають за дуже різними законами. Комети сімейства Юпітера активні протягом життя близько 10 000 років або близько тисячі періодів свого обертання, тоді як довгоперіодичні комети зникають набагато швидше. Лише 10 % довгоперіодичних комет переживають більше 50 прольотів до перигелію і лише 1 % з них переживають більше 2000 прольотів. Згодом більша частина летких речовин, що міститься в ядрі комети, випаровується, і комета перетворюється на невелику темну грудку каменю або щебеню, яка може нагадувати астероїд. Деякі астероїди на еліптичних орбітах зараз ідентифікуються як вимерлі комети. Приблизно 6 % навколоземних астероїдів вважаються ядрами вимерлих комет.

### Руйнування та зіткнення
Ядро деяких комет може бути крихким, цей висновок підтверджується спостереженнями за розколом комет. Значного кометного руйнування зазнала комета Шумейкерів — Леві 9, відкрита в 1993 році. Близьке зіткнення в липні 1992 року розбило цю комету на шматки, і протягом шести днів у липні 1994 року ці шматки падали в атмосферу Юпітера — вперше астрономи спостерігали зіткнення двох об'єктів у Сонячній системі. Іншими прикладами комет, що розкололися, є Комета Біли, що розкололася в 1846 році, та комета 73P/Schwassmann–Wachmann, що перебувала в процесі руйнування з 1995 по 2006 рік.
Про перше спостереження руйнування комети повідомив грецький історик Ефор ще взимку 372—373 р. до н. е.. Вважається, що комети розколюються внаслідок механічного впливу (удару), внутрішнього тиску газу або термічних процесів.
Комети 42P/Неуйміна і 53P/Ван Бісбурка, згідно припущень, є фрагментами батьківської комети. Чисельне інтегрування показало, що обидві комети були досить близько до Юпітера в січні 1850 року, і що до 1850 року їхні орбіти були майже ідентичними. Сімейство комет Ліллера є ще однією групою комет, яка є результатом фрагментації, це сімейство складається з C/1988 A1 (Liller), C/1996 Q1 (Tabur), C/2015 F3 (SWAN), C/2019 Y1 (ATLAS), та C/2023 V5 (Леонард).
Спостерігалося, як деякі комети розпадаються під час проходження перигелію, зокрема такі великі комети як Веста та Ікея-Секі. Комета Бієли була одним із яскравих прикладів такого руйнування, коли вона розпалася на дві частини під час проходження через перигелій у 1846 році. Дві комети, що утворилися, бачили окремо в 1852 році, але після того їх не спостерігали. Натомість у 1872 та 1885 роках спостерігалися вражаючі метеорні дощі, коли комета мала б бути видимою. Незначний метеорний дощ Андромедиди й досі спостерігається щорічно в листопаді, і він виникає, коли Земля перетинає орбіту комети Бієли.
Деякі комети мають більш вражаючий кінець існування — вони або падають на Сонце, або розбиваються об планету чи інше тіло. Зіткнення між кометами та планетами або супутниками були звичайним явищем у ранній Сонячній системі: наприклад, деякі з багатьох кратерів на Місяці могли бути спричинені зіткненнями з кометами. Нещодавнє зіткнення комети з планетою відбулося в липні 1994 року, коли комета Шумейкерів-Леві 9 розпалася на частини й зіткнулася з Юпітером.

## Явища, пов'язані з кометами

### Зв'язок із метеоритними потоками
Оскільки комета нагрівається під час близьких до Сонця прольотів, виділення газів з її крижаних компонентів вивільняє тверді уламки, які занадто великі, щоб їх можна було знести тиском світла і сонячним вітром. Коли Земля, проходячи по своїй орбіті, перетинає уламки комети, які складаються здебільшого з дрібних зерен кам'янистої речовини, на Землі спостерігається метеорний дощ. Густі уламки створюють швидкі й інтенсивні метеорні дощі, а розріджені створюють довші та менш інтенсивні дощі. Як правило, щільність сліду уламків залежить від того, як давно батьківська комета вивільнила уламки. Метеорний потік Персеїди, наприклад, відбувається щороку між 9 і 13 серпня, коли Земля перетинає орбіту комети Свіфта-Туттля. А комета Галлея, наприклад, є джерелом потоку Оріоніди, який спостерігається в жовтні.

### Вплив на зародження життя на Землі
Багато комет і астероїдів зіткнулися із Землею на ранніх стадіях її існування. Багато вчених вважають, що комети, які бомбардували молоду Землю близько 4 мільярдів років тому, принесли величезну кількість води, яка зараз заповнює океани Землі, або, принаймні значну їх частину. Інші ж вчені ставлять під сумнів цю ідею. Виявлення в кометах значної кількості органічних молекул, у тому числі поліциклічних ароматичних вуглеводнів, призвело до припущення, що комети чи метеорити могли принести на Землю передвісників життя або навіть саме життя. 2013 року було висунуто припущення, що зіткнення між кам'янистими та крижаними поверхнями, такими як комети, могло призвести до утворення, шляхом ударного синтезу, амінокислот, з яких складаються білки. Швидкість, з якою комети входили в атмосферу, у поєднанні з величиною енергії, створеної після удару, дозволила меншим молекулам конденсуватися у більші макромолекули, які послужили основою для утворення життя на Землі. У 2015 році вчені виявили значну кількість молекулярного кисню в газових викидах комети 67P, що свідчить про те, що ця молекула може зустрічатися частіше, ніж вважалося, і, отже, є меншим індикатором життя, ніж передбачалося раніше.
Є підозри, що зіткнення з кометами протягом тривалого періоду часу доставляло на Місяць значну кількість води, частина якої, можливо, збереглася у вигляді місячного льоду. Вважається, що вплив комет і метеороїдів є причиною існування тектитів, зокрема австралітів.

## Вивчення комет

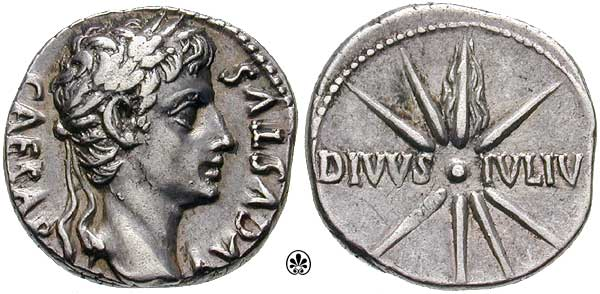
Зображення комети Цезаря на римській монеті Октавіана Августа

### Таблиця кількості відкритих комет по десятиліттях
| 1800—1809 | 1810—1819 | 1820—1829 | 1830—1839 | 1840—1849 | 1850—1859 | 1860—1869 | 1870—1879 | 1880—1889 | 1890—1899 |
| --------- | --------- | --------- | --------- | --------- | --------- | --------- | --------- | --------- | --------- |
| 7         | 9         | 15        | 7         | 24        | 26        | 25        | 23        | 39        | 31        |
| 1900—1909 | 1910—1919 | 1920—1929 | 1930—1939 | 1940—1949 | 1950—1959 | 1960—1969 | 1970—1979 | 1980—1989 | 1990—1999 |
| 24        | 24        | 21        | 25        | 39        | 32        | 36        | 51        | 85        | 404       |
| 2000—2009 | 2010—2019 | 2020—2029 | 2030—2039 | 2040—2049 | 2050—2059 | 2060—2069 | 2070—2079 | 2080—2089 | 2090—2099 |
| 1541      | 531       |           |           |           |           |           |           |           |           |

## Історія досліджень

### Ранні уявлення та спостереження

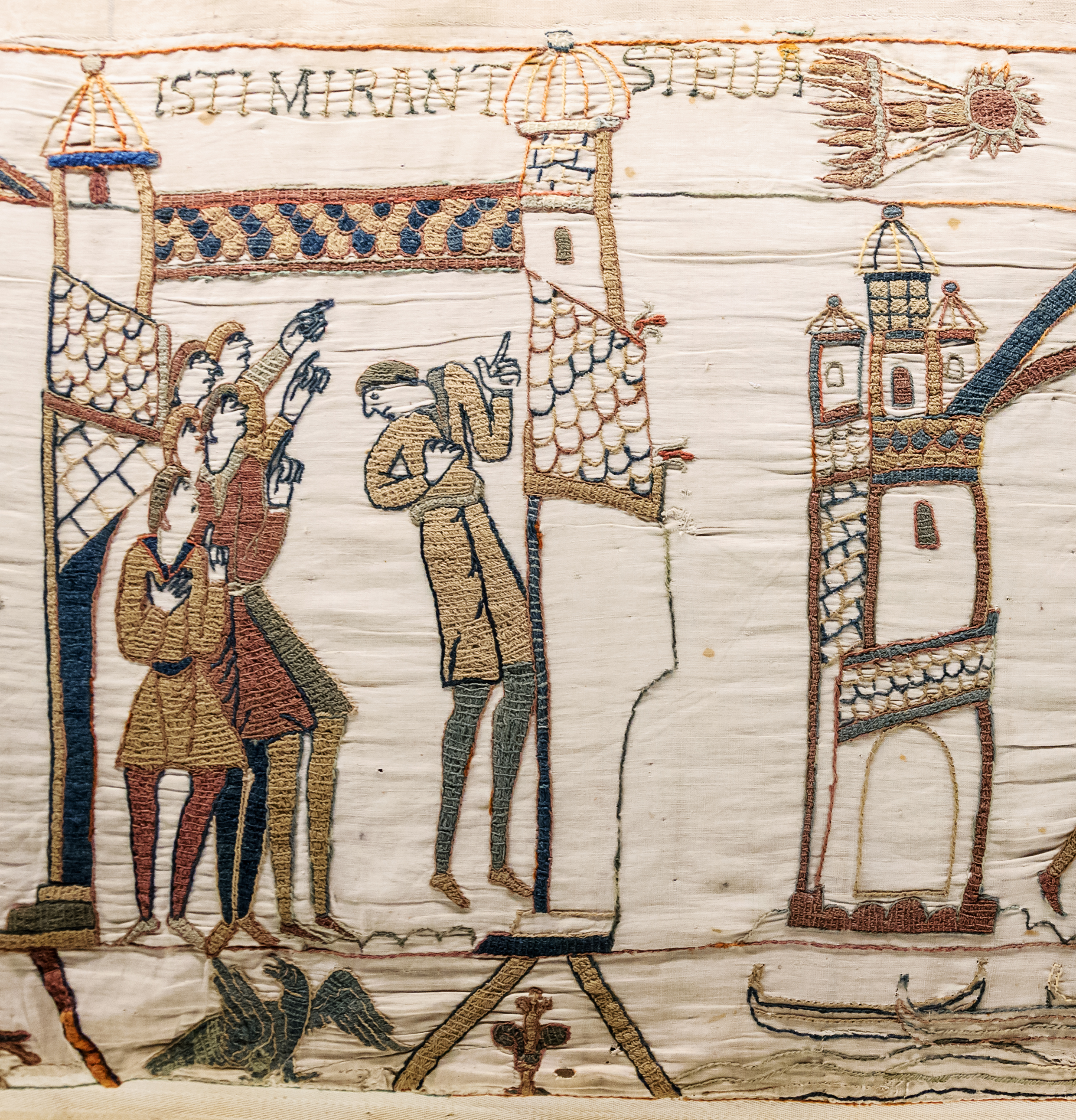
Комета Галлея з'явилася в 1066 році перед битвою при Гастінгсі, зображення на гобелені з Байє.

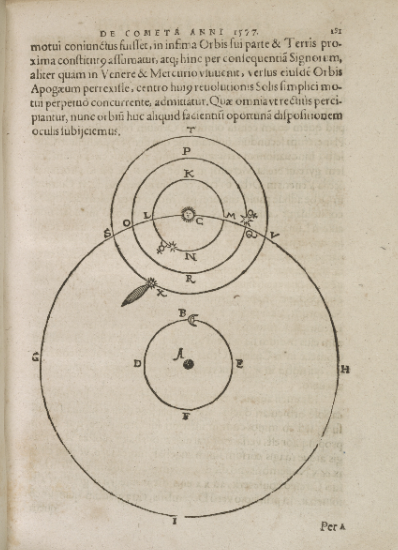
Сторінка з трактату Тіхо Браге, що описує його геоцентричну точку зору на Велику комету 1577 року

Із стародавніх джерел відомо, що люди помічали комети протягом тисячоліть. До XVI сторіччя комети зазвичай вважалися поганим знаком, провісницями смерті королів чи знатних людей, майбутніх катастроф, або навіть тлумачилися як напади іншопланетних істот на жителів Землі.
Аристотель (384—322 рр. до н. е.) був першим відомим вченим, який використовував різні теорії та факти спостережень для застосування послідовної, структурованої космологічної теорії комет. Він вважав, що комети були атмосферними явищами, оскільки вони могли з'являтися поза екліптикою та змінювати яскравість протягом кількох днів. Кометна теорія Арістотеля виникла на основі його спостережень і космологічної теорії про те, що все в космосі влаштовано в чіткій конфігурації. Частиною цієї конфігурації був чіткий поділ між небесним і земним, та переконання, що комети тісно пов'язані з останнім. За Аристотелем, комети повинні бути всередині сфери Місяця та чітко відокремленими від неба. Також у 4 столітті до нашої ери Аполлоній Міндський підтримував ідею, що комети рухаються, як планети. Арістотелівська теорія про комети продовжувала бути загальноприйнятою у Середньовіччі, попри кілька відкриттів, що заперечують її аспекти.
У I ст. нашої ери Сенека Молодший поставив під сумнів логіку Аристотеля щодо комет. Через їх регулярний рух і несприйнятливість до вітру вони не можуть бути атмосферними  і є постійнішими, ніж можна подумати через їхні короткі спалахи на небі. Він зазначив, що лише хвости прозорі, а отже схожі на хмари, і стверджував, що немає причин обмежувати їх орбіти екліптикою . Критикуючи Аполлонія Міндського, Сенека стверджував: «Комета прорізає верхні області Всесвіту, а потім стає видимою, коли досягає найнижчої точки своєї орбіти». Хоча Сенека не створив власної суттєвої теорії, його аргументи викликали багато дискусій серед критиків Арістотеля в XVI та XVII століттях.
У I ст. Пліній Старший вважав, що комети пов'язані з політичними заворушеннями і смертю. Пліній розглядав комети як «людиноподібні», часто зіставляючи їхні хвости з «довгим волоссям» або «довгою бородою». Його система класифікації комет за кольором і формою використовувалася протягом століть.
В Індії до VI ст. астрономи вважали комети небесними тілами, які періодично з'являлися. Таку точку зору висловили в VI столітті астрономи Варахаміхіра та Бхадрабаху, а астроном X ст. Бхаттотпала перерахував назви та обрахував приблизні періоди деяких комет, але невідомо, як проводили ці обрахунки та наскільки вони точні.
У 1301 році італійський художник Джотто створив перше точне зображення комети. У своєму творі «Поклоніння волхвів» зображення Джотто комети Галлея на місці Віфлеємської зірки не мало собі рівних за точністю аж до 19-го сторіччя і було перевершене лише з винаходом фотографії.
Астрологічні тлумачення комет переважали аж до XV століття, попри початки сучасної астрономічної науки. Комети продовжували бути провісницями катастроф, як це видно в хроніках Люцернера Шилінга та в застереженнях папи Каллікста III. 1578 року німецький лютеранський єпископ Андреас Целіхіус визначив комети як «густий дим людських гріхів …розпалений гарячим і полум'яним гнівом Верховного Небесного Судді». Наступного року Андреас Дудіт заявив, що «якби комети були спричинені гріхами смертних, вони б ніколи не зникли з неба».

### Дослідження орбіт
Перші спроби виміряти паралакс комети Галлея було зроблено 1456 року, але вимірювання були помилковими. Регіомонтан був першим, хто спробував обчислити добовий паралакс, спостерігаючи Велику комету 1472 року. Його прогнози були не дуже точними, але їх було зроблено в надії оцінити відстань комети від Землі.

У XVI ст. Тихо Браге та Майкл Маестлін вимірявши паралакс Великої комети 1577 року продемонстрували, що комети мають перебувати поза атмосферою Землі. У межах точності вимірювань це означало, що комета повинна знаходитися щонайменше вчетверо далі ніж Місяць. На основі спостережень 1664 року Джованні Бореллі записав довготу та широту комет, які він спостерігав, і припустив, що орбіти комет можуть бути параболічними. У своїй книзі «Аналізатор» 1623 року Галілео Галілей відкидав теорію Браге про паралакс комет і стверджував, що вони можуть бути просто оптичною ілюзією, попри незначні особисті спостереження. 1625 року учень Маестліна Йоганн Кеплер підтвердив, що погляд Браге на кометний паралакс був правильним. Крім того, у 1682 році математик Якоб Бернуллі опублікував трактат про комети.

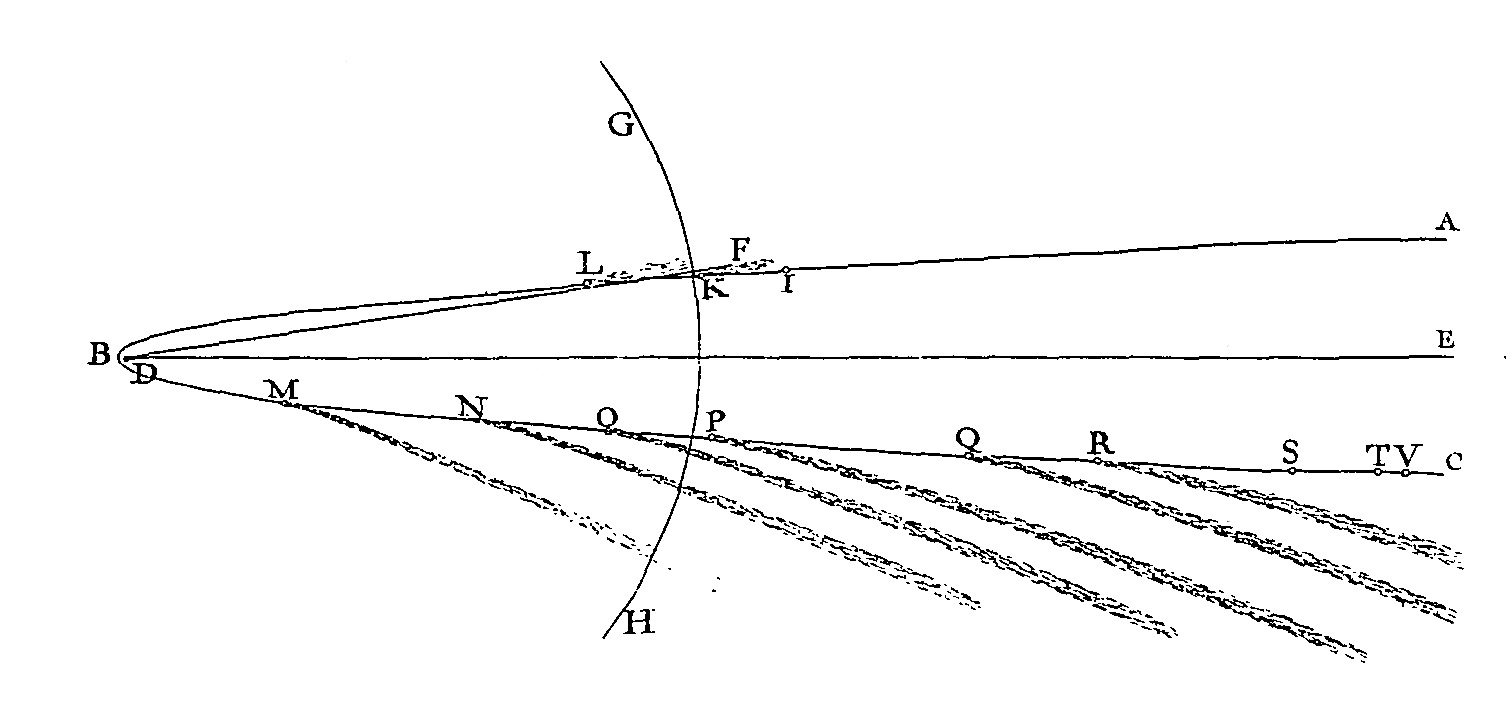
Параболічна орбіта комети 1680 року в Началах Ньютона

Ісаак Ньютон у своїх «Математичних началах» 1687 року довів, що об'єкт, який рухається під дією сили тяжіння, матиме орбіту, яка є одним із конічних перетинів, та продемонстрував, що комети можуть мати параболічну орбіту, використовуючи як приклад комету 1680 року. Він описав комети як компактні тверді тіла, що рухаються по нахиленій орбіті, а їхні хвости — як тонкі потоки пари, що випускаються їхніми ядрами при нагріванні Сонцем. Він зазначив, що комети зазвичай з'являються поблизу Сонця, а отже, найімовірніше, обертаються навколо нього. Про їхню світність він заявив: «Комети сяють світлом Сонця, яке вони відбивають», а їхні хвости освітлюються «світлом Сонця, відбитим димом, що виникає з [коми]».
У 1705 році Едмонд Галлей застосував метод Ньютона до 23 комет, які з'являлися між 1337 і 1698 роками. Він зазначив, що три з них — комети 1531, 1607 і 1682 років — мали дуже схожі елементи орбіти, і він також зміг пояснити невеликі відмінності в їхніх орбітах гравітаційними збуреннями від Юпітера і Сатурна. Упевнений, що ці три появи були появами однієї комети, він передбачив, що вона з'явиться знову в 1758–59 роках. Дату повернення комети, спрогнозовану Галлеєм, пізніше уточнила група з трьох французьких математиків: Алексіса Клеро, Жозефа Лаланда і Ніколь-Рейн Лепо, які передбачили дату перигелію комети в 1759 році з точністю до місяця. Коли комета повернулася, як передбачалося, її назвали «кометою Галлея».

### Розвиток фізичного розуміння
Ще у XVIII ст. деякі вчені висунули правильні гіпотези щодо фізичного складу комет. 1755 року Іммануїл Кант у своїй «Універсальній історії природи» висунув гіпотезу про те, що комети утворилися з «первісної матерії» за межами відомих планет, яка збурюється гравітацією, потім рухається по орбіті із довільним нахилом і частково випаровується сонячним теплом, коли проходить поблизу перигелію. 1836 року німецький математик Фрідріх Вільгельм Бессель, спостерігаючи потоки пари під час появи комети Галлея в 1835 році, припустив, що реактивні сили випаровування матеріалу можуть бути достатньо великими, щоб істотно змінити орбіту комети, і він стверджував, що негравітаційні рухи комети Енке були результатом цього явища.
У XIX ст. астрономічна обсерваторія Падуї була центром спостережень за кометами. Під керівництвом Джованні Сантіні (1787—1877), а потім і Джузеппе Лоренцоні (1843—1914), ця обсерваторія була присвячена класичній астрономії, головним чином обчисленню орбіт нових комет і планет, з метою складання каталогу з майже десяти тисяч зір. Оскільки вона розташована в північній частині Італії, спостереження з цієї обсерваторії були ключовими для встановлення важливих геодезичних, географічних і астрономічних розрахунків, таких як різниця довготи між Міланом і Падуєю, а також Падуєю й Фіуме. У листуванні працівників обсерваторії, зокрема між Сантіні та іншим астрономом Джузеппе Тоальдо, згадувалося про важливість спостережень за орбітами комет і планет.
У 1950 році Фред Лоуренс Віппл припустив, що комети не є скелястими об'єктами, що містять трохи льоду, а являють собою крижані об'єкти, які містять трохи пилу та каміння. Ця модель «брудної сніжки» незабаром стала загальноприйнятою і, здавалося, була підтверджена спостереженнями космічних апаратів (зокрема зонда Джотто Європейського космічного агентства та радянських Вега 1 і Вега 2), які пролетіли через кому комети Галлея у 1986 році, сфотографували ядро та спостерігали струмені речовини, що випаровується.
22 січня 2014 року вчені Європейського космічного агентства повідомили про те, що вперше виявили водяну пару на карликовій планеті Церера, найбільшому об'єкті в поясі астероїдів. Виявлення було зроблено за допомогою дальнього інфрачервоного діапазону космічної обсерваторії Гершеля. Знахідка стала несподіваною, оскільки комети, а не астероїди, як правило, вважаються такими, що «випускають струмені та шлейфи». За словами одного з учених, «межі між кометами та астероїдами стають все більш розмитими». 11 серпня 2014 року астрономи оприлюднили дослідження, вперше використовуючи телескоп ALMA, у якому детально описано розподіл HCN, HNC, H2CO, а також пил всередині ком комет C/2012 F6 (Леммон) і C/2012 S1 (ISON).

### Космічні дослідження
| Комета                     | Комета                                                                                       | Відвідання                    | Відвідання | Відвідання              | Примітки                                                                                  |
| Назва                      | Рік відкриття                                                                                | Космічний апарат              | Дата       | Відстань зближення (км) | Примітки                                                                                  |
| -------------------------- | -------------------------------------------------------------------------------------------- | ----------------------------- | ---------- | ----------------------- | ----------------------------------------------------------------------------------------- |
| 21P/Джакобіні — Ціннера    | 1900                                                                                         | «Міжнародний дослідник комет» | 1985       | 7800                    | Проліт                                                                                    |
| Комета Галлея              | Відома з давніх часів (не пізніше 240 р. до н. е.); періодичність появи відкрита у 1705 році | «Вега-1»                      | 1986       | 8889                    | Зближення                                                                                 |
| Комета Галлея              | Відома з давніх часів (не пізніше 240 р. до н. е.); періодичність появи відкрита у 1705 році | «Вега-2»                      | 1986       | 8030                    | Зближення                                                                                 |
| Комета Галлея              | Відома з давніх часів (не пізніше 240 р. до н. е.); періодичність появи відкрита у 1705 році | «Суйсей»                      | 1986       | 151000                  | Зближення                                                                                 |
| Комета Галлея              | Відома з давніх часів (не пізніше 240 р. до н. е.); періодичність появи відкрита у 1705 році | «Джотто»                      | 1986       | 596                     | Зближення                                                                                 |
| 26P/Грігга — Скьєллерупа   | 1902                                                                                         | «Джотто»                      | 1992       | 200                     | Зближення                                                                                 |
| 19P/Бореллі                | 1904                                                                                         | Deep Space 1                  | 2001       |                         | Зближення                                                                                 |
| 81P/Вільда                 | 1978                                                                                         | «Стардаст»                    | 2004       | 240                     | Зближення; повернення зразків на Землю                                                    |
| 9P/Темпеля                 | 1867                                                                                         | «Діп Імпакт»                  | 2005       | 0                       | Зближення; зіткнення спеціального модуля (ударника) з ядром                               |
| 103P/Хартлі                | 1986                                                                                         | «Діп Імпакт»                  | 2010       | 700                     | Зближення                                                                                 |
| 9P/Темпеля                 | 1867                                                                                         | «Стардаст»                    | 2011       | 181                     | Зближення                                                                                 |
| 67P/Чурюмова — Герасименко | 1969                                                                                         | «Розетта»                     | 2014       | 0                       | Вихід на орбіту як квазісупутник; перша в історії м'яка посадка на комету (модуль «Філи») |

Докладніше уявлення про комети астрономи отримали завдяки успішним зближенням в 1986 до комети Галлея радянських космічних апаратів «Вега-1», «Вега-2» та європейського «Джотто». Прилади, встановлені на цих апаратах, передали на Землю зображення ядра комети й різноманітних відомостей про її оболонку. Виявилося, що ядро комети Галлея складається переважно зі звичайної криги (з невеликими вкрапленнями вуглекислих і метанових льодів), а також пилових часток. Саме вони утворюють оболонку комети, а з наближенням її до Сонця частина з них — під тиском сонячного вітру — переходить у хвіст. Ядро комети Галлея має неправильну форму; його розміри становлять кілька кілометрів: 14 — у довжину, 7,5 — у ширину; обертається ядро навколо своєї осі, що майже перпендикулярно площині орбіти комети. Період обертання дорівнює 53 години.

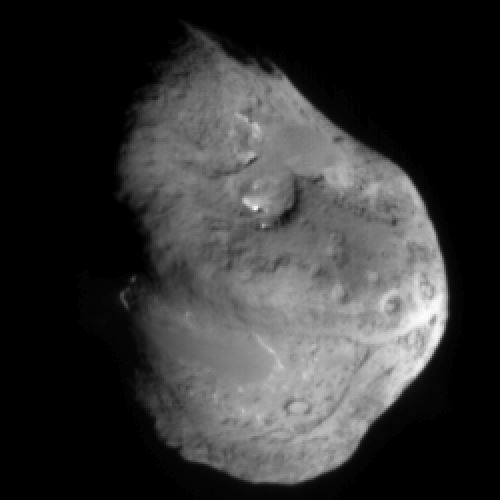
Ядро комети Темпеля 1 (фото апарата «Deep Impact»)

У 2005 році космічний апарат НАСА «Deep Impact» наблизився до комети Темпеля 1, і за допомогою апарата «Імпактор», що відділився від основного КА, на величезній швидкості 10,3 км/с (37 000 км/год) зіткнувся з кометою, протаранив комету та передав зображення її поверхні. Обробка даних, отриманих при спостереженні цього зіткнення, показала, що речовина верхнього шару комети сильно відрізнялась від очікуваної. Вважалося, що її ядро являє собою величезну брилу льоду із вкрапленням кам'яних гірських порід, у вигляді дрібних уламків. Насправді виявилося, що ядро комети складається з дуже пухкого матеріалу, що нагадує навіть не купу щебеню, а величезну брилу пилу, пори в якому становлять 80 %.
Коли відбулося зіткнення зонда з ядром комети, то викинута речовина злетіла вузьким високим стовпом. Таке можливо лише при дуже пухкому й легкому ґрунті. Результати цього ефектного експерименту в космосі привели до появи нової моделі будови ядра комет. У минулому ядро вважали забрудненою сніжною кулею або засніженою кам'яною брилою, а тепер його розглядають як досить пухке тіло, трохи подовженої форми, що складається з пилу. Залишається незрозумілим, як у такій «пухнатій» субстанції можуть зберігатися кратери, пагорби й різкі уступи поверхні, які чітко видні на знімках ядра комети Темпеля-1, отриманих як із самої станції Deep Impact, так і з ударного апарата, що передав останні зображення незадовго до зіткнення. На цих докладних знімках видно, що поверхня не згладжена й не покрита пилом — вона має досить виразні, різкі форми рельєфу й виглядає приблизно так само, як поверхня Місяця, — з безліччю кратерів і невеликих пагорбів.
Також в історію увійшла місія Європейського космічного агентства до комети Чурюмова—Герасименко, яку 1969 року відкрили співробітник Київського університету: Клим Іванович Чурюмов та аспірантка Світлана Іванівна Герасименко. Цей новий етап у вивченні комет почався в 2004 році із запуску зонду Розетта. Він став першим штучним супутником комети і приблизно два роки рухався разом з нею, фіксуючи відомості про те, як у міру наближення до Сонця нагрівається поверхня кометного ядра, викидаючи речовину, з якого виникає й виростає газово-пиловий хвіст.
Станція підійшла до комети у 2014, коли вона була далеко від Сонця та ще не мала хвоста. Потім від станції відділився невеликий посадковий модуль Філа і вперше в історії здійснив посадку на кометне ядро. Процес посадки на комету схожий скоріше на стикування космічних апаратів, а не на приземлення. Швидкість посадкового модуля зменшується до 0,7 м/с, що менше швидкості пішохода. Адже сила тяжіння на кометному ядрі, діаметр якого дорівнює 5 км, зовсім невелика, і апарат може просто відскочити від поверхні назад у космос, якщо буде рухатися занадто швидко. Після зіткнення з кометою посадковий модуль прикріпився «сухопутним якорем», що нагадує гарпун. Надалі «якір» утримував його на кометі, коли він почав буріння поверхні мініатюрною буровою установкою. Отриманий зразок речовини проаналізований міні-лабораторією, що перебував усередині модуля Філа. Відеокамера, установлена зовні, показала ландшафт кометного ядра й те, що відбувається на ньому при викидах газових струменів з надр. Настільки докладну інформацію було зібрано вперше й вона дає пояснення того, як улаштовано і з чого складається кометне ядро.

## Комети і планети
Маса комети приблизно в мільярд разів менша за масу Землі (5,9737×1025 кг), а щільність речовини хвостів комет наближається до нуля. Хвости «небесних гостей» майже не впливають на планети Сонячної системи. У травні 1910 Земля проходила крізь хвіст комети Галлея, ніяких пов'язаних з цим змін на планеті та в русі планети не відзначено.
Зіткнення великої комети з планетою призводить до великомасштабних наслідків в атмосфері, магнітосфері, кліматі останньої. Гарним і досить якісно дослідженим прикладом такого зіткнення було зіткнення уламків комети Шумейкерів — Леві 9 з Юпітером в липні 1994 року. Ця комета підійшла занадто близько до Юпітера й її просто розірвало його гравітаційним полем на 23 фрагменти розміром до 2 км. Ці уламки, розтягнувшись в одну лінію 1,1 млн км (це втроє більше, ніж від Землі до Місяця), продовжували свій політ назустріч Юпітерові, поки не зіштовхнулися з ним. Цілий тиждень, з 16 по 22 липня 1994 року, тривав кометопад. Один за одним відбувалися гігантські спалахи, коли черговий уламок комети входив в атмосферу Юпітера на швидкості близько 64 км/с (230 тисяч км/год). У процесі падіння порушення в структурі радіаційних поясів навколо планети досягли такого ступеня, що над Юпітером з'явилося дуже інтенсивне полярне сяйво.

## Комети в культурі
Зображення комет у масовій культурі міцно вкорінене в давній західній традиції розглядати комети як провісників загибелі та як ознаки змін. Одна тільки комета Галлея викликала безліч сенсаційних публікацій різного роду при кожній своїй повторній появі. Було особливо відзначено, що народження та смерть деяких видатних людей збіглися з окремими появами комети, наприклад, з письменниками Марком Твеном (який правильно припустив, що він «піде з кометою» у 1910 році) та Юдорою Велті, життю якого Мері Чапін Карпентер присвятила пісню «Halley Came to Jackson».
У минулі часи яскраві комети часто викликали паніку та істерику серед населення, оскільки вважалися поганою прикметою. Ще під час проходження комети Галлея в 1910 році, Земля пройшла крізь хвіст комети, і помилкові повідомлення в газетах викликали побоювання, що ціан у хвості може отруїти мільйони, тоді як поява комети Гейла-Боппа в 1997 році спровокувала масове самогубство культу Небесних воріт.
У ранній новий період вивчалось астрологічне значення комет в медичних дисциплінах. Багато цілителів того часу вважали медицину та астрономію міждисциплінарними і використовували свої знання про комети та інші астрологічні знаки для діагностики та лікування пацієнтів.
У науковій фантастиці зіткнення з кометами зображувалося як загроза, яку подолано технологіями та героїзмом (як у фільмах 1998 року Зіткнення з безоднею та Армагеддон), або як тригер глобального апокаліпсису (Молот Люцифера, 1979) чи зомбі (Ніч комети, 1984). В анімаційному серіалі Аватар: Останній захисник зображено вигадану комету Созіна, яка проходить поблизу Землі кожні сто років та наділяє магів Вогню надзвичайною силою.
У романі Жуля Верна «На кометі» група людей опинилася на кометі, що обертається навколо Сонця, а велика космічна експедиція з екіпажем відвідує комету Галлея в романі сера Артура К. Кларка «2061: Третя Одіссея».

## Виноски
1. 1 2 3  К. І. Чурюмов. Комети // Енциклопедія сучасної України / ред. кол.: І. М. Дзюба [та ін.] ; НАН України, НТШ. — К. : Інститут енциклопедичних досліджень НАН України, 2001–2025. — ISBN 966-02-2074-X. Версія від 16 серпня 2023
2. 1 2  Randall, Lisa (2015). Dark matter and the dinosaurs: The astounding interconnectedness of the universe (англ.). HarperCollins: Ecco Press. с. 115. ISBN 978-0-06-232847-2.
3. ↑  Comets Discovered. Minor Planet Center. Процитовано 27 квітня 2021.
4. ↑  Erickson, Jon (2003). Asteroids, Comets, and Meteorites: Cosmic Invaders of the Earth. The Living Earth  (англ.). New York: Infobase. с. 123. ISBN 978-0-8160-4873-1.
5. ↑  Couper, Heather та ін. (2014). The Planets: The Definitive Guide to Our Solar System (англ.). London: Dorling Kindersley. с. 222. ISBN 978-1-4654-3573-6.
6. ↑  Licht, A. (1999). The Rate of Naked-Eye Comets from 101 BC to 1970 AD. Icarus. 137 (2): 355—356. Bibcode:1999Icar..137..355L. doi:10.1006/icar.1998.6048. ISSN 0019-1035.
7. ↑  Touchdown! Rosetta's Philae Probe Lands on Comet. www.esa.int (англ.). ЄКА. 12 листопада 2014. Процитовано 11 грудня 2017.
8. ↑  Шульман, Л. М (2003). Вісник астрономічної школи. Том 4 № 2. Головна астрономiчна обсерваторiя НАН України. с. 43. ISSN 1607-2855.
9. ↑  Brown, John. C.; Carlson, Robert. W.; Toner, Mark. P. (2015). The Astrophysical Journal. DESTRUCTION AND OBSERVATIONAL SIGNATURES OF SUN-IMPACTING COMETS (англ.). The American Astronomical Society. doi:10.1088/0004.
10. ↑  Hughes, D. W. (1991). On hyperbolic comets (англ.). Journal of the British Astronomical Association. Bibcode:1991JBAA..101..119H.
11. ↑  Oort Cloud - NASA Science. science.nasa.gov (амер.). NASA. Процитовано 31 травня 2024.
12. ↑  Шаблон:A-E-C
13. ↑  КОМЕТА (рос.). Энциклопедия Кругосвет. Архів оригіналу за 10 вересня 2017.
14. ↑  Гнедин Ю. Н. Астрономические наблюдения кометы века: новые, неожиданные результаты (рос.). Архів оригіналу за 10 вересня 2017. Процитовано 9 вересня 2017.
15. ↑  Greenberg, J. Mayo (1998). Making a comet nucleus. ui.adsabs.harvard.edu (англ.). Astronomy and Astrophysics. с. 375—380. Bibcode:1998A&A...330..375G.
16. ↑  Comets: Dirty Snowballs in Space. starryskies.com (англ.). Архів оригіналу за 29 січня 2013. Процитовано 26 квітня 2024.
17. ↑  Clavin, Whitney (10 лютого 2015). Why Comets Are Like Deep Fried Ice Cream. NASA. Процитовано 10 лютого 2015.
18. ↑  Meech, Karen (24 травня 1997). 1997 Apparition of Comet Hale-Bopp What We Can Learn from Bright Comets. psrd.hawaii.edu (англ.).
19. ↑  Stardust - NASA's Comet Sample Return Mission. solarsystem.nasa.gov (англ.). NASA. Процитовано 26 квітня 2024.
20. ↑  Stardust - NASA's Comet Sample Return Mission. solarsystem.nasa.gov. Процитовано 11 липня 2024.
21. ↑  Elsila, J. E.; Glavin, D. P.; Dworkin, J. P. (1 жовтня 2009). Cometary glycine detected in samples returned by Stardust. Meteoritics and Planetary Science (англ.). Т. 44. с. 1323—1330. doi:10.1111/j.1945-5100.2009.tb01224.x. ISSN 1086-9379. Процитовано 26 квітня 2024.
22. ↑  Callahan, Michael P.; Smith, Karen E.; Cleaves, H. James; Ruzicka, Josef; Stern, Jennifer C.; Glavin, Daniel P.; House, Christopher H.; Dworkin, Jason P. (23 серпня 2011). Carbonaceous meteorites contain a wide range of extraterrestrial nucleobases. Proceedings of the National Academy of Sciences (англ.). Т. 108, № 34. с. 13995—13998. doi:10.1073/pnas.1106493108. ISSN 0027-8424. PMC 3161613. PMID 21836052. Процитовано 26 квітня 2024.{{cite news}}:  Обслуговування CS1: Сторінки з PMC з іншим форматом (посилання)
23. ↑  NASA - NASA Researchers: DNA Building Blocks Can Be Made in Space. www.nasa.gov (англ.). NASA. Архів оригіналу за 26 квітня 2020.
24. 1 2  Weaver, H. A.; Feldman, P. D.; A'Hearn, M. F.; Arpigny, C.; Brandt, J. C.; Festou, M. C.; Haken, M.; McPhate, J. B.; Stern, S. A. (28 березня 1997). The Activity and Size of the Nucleus of Comet Hale-Bopp (C/1995 O1). Science (англ.). Т. 275, № 5308. с. 1900—1904. doi:10.1126/science.275.5308.1900. ISSN 0036-8075. Процитовано 26 квітня 2024.
25. ↑  Hanslmeier, Arnold (2009). Habitability and cosmic catastrophes. Advances in astrobiology and biogeophysics  (англ.). Berlin: Springer. Bibcode:2009hcc..book.....H. doi:10.1007/978-3-540-76945-3. ISBN 978-3-540-76944-6.
26. ↑  Fernández, Yanga R. (1 жовтня 2000). The Nucleus of Comet Hale-Bopp (C/1995 O1): Size and Activity. Earth, Moon, and Planets (англ.). Т. 89, № 1. с. 3—25. doi:10.1023/A:1021545031431. ISSN 1573-0794. Процитовано 26 квітня 2024.
27. ↑  Jewitt, David (квітень 2003). The Cometary Nucleus (англ.). Department of Earth and Space Sciences, UCLA. Процитовано 26 квітня 2024.
28. ↑  SOHO's new catch: its first officially periodic comet. www.esa.int (англ.). ЄКА. Процитовано 26 квітня 2024.
29. 1 2  Sagan та Druyan, 2011, с. ??.
30. 1 2 3 4  Britt, D. T.; Consolmagno, G. J.; Merline, W. J. (1 березня 2006). Small Body Density and Porosity: New Data, New Insights (англ.). с. 2214. Процитовано 26 квітня 2024.
31. ↑  Veverka, J. (1 січня 1984). Planetary geology in the 1980s (англ.). Процитовано 26 квітня 2024.
32. ↑  Whitman, Kathryn; Morbidelli, Alessandro; Jedicke, Robert (1 липня 2006). The size–frequency distribution of dormant Jupiter family comets. Icarus. Т. 183, № 1. с. 101—114. doi:10.1016/j.icarus.2006.02.016. ISSN 0019-1035. Процитовано 26 квітня 2024.
33. ↑  Rosetta and Philae find comet not magnetised. www.esa.int (англ.). ЄКА. Процитовано 26 квітня 2024.
34. ↑  Schiermeier, Quirin (14 квітня 2015). Rosetta's comet has no magnetic field. Nature (англ.). doi:10.1038/nature.2015.17327. ISSN 1476-4687. Процитовано 26 квітня 2024.
35. ↑  NASA Instrument on Rosetta Makes Comet Atmosphere Discovery. www.nasa.jpl.gov (амер.). 2 червня 2015. Процитовано 26 квітня 2024.
36. ↑  Feldman, Paul D.; A'Hearn, Michael F.; Bertaux, Jean-Loup; Feaga, Lori M.; Parker, Joel Wm.; Schindhelm, Rebecca; Steffl, Andrew J.; Stern, S. Alan; Weaver, Harold A. (1 листопада 2015). Measurements of the near-nucleus coma of comet 67P/Churyumov-Gerasimenko with the Alice far-ultraviolet spectrograph on Rosetta. Astronomy and Astrophysics. Т. 583. с. A8. doi:10.1051/0004-6361/201525925. ISSN 0004-6361. Процитовано 26 квітня 2024.
37. ↑  Science on the surface of a comet. www.esa.int (англ.). ЄКА. Процитовано 26 квітня 2024.
38. ↑  Bibring, J.-P.; Taylor, M. G. G. T.; Alexander, C.; Auster, U.; Biele, J.; Finzi, A. Ercoli; Goesmann, F.; Klingelhoefer, G.; Kofman, W. (31 липня 2015). Philae's First Days on the Comet. Science (англ.). Т. 349, № 6247. с. 493—493. doi:10.1126/science.aac5116. ISSN 0036-8075. Процитовано 26 квітня 2024.
39. ↑  Sagdeev, R. Z.; Elyasberg, P. E.; Moroz, V. I. (1988-01). Is the nucleus of comet Halley a low density body?. Nature (англ.). Т. 331, № 6153. с. 240—242. doi:10.1038/331240a0. ISSN 1476-4687. Процитовано 26 квітня 2024.
40. ↑  Comet 81P/Wild 2 - Explore the Cosmos - The Planetary Society. planetary.org (англ.). 6 січня 2009. Архів оригіналу за 12 лютого 2006. Процитовано 26 квітня 2024.
41. ↑  Comet vital statistics. www.esa.int (англ.). ЄКА. Процитовано 26 квітня 2024.
42. ↑  Determining the mass of comet 67P/C-G – Rosetta – ESA's comet chaser. blogs.esa.int (амер.). ЄКА. Процитовано 26 квітня 2024.
43. ↑  Hubble's Last Look at Comet ISON Before Perihelion. European Space Agency. 19 листопада 2013. Процитовано 20 листопада 2013.
44. ↑  Clay Sherrod, P. & Koed, Thomas L. (7 квітня). A Complete Manual of Amateur Astronomy: Tools and Techniques for Astronomical Observations (англ.). Courier Corporation. с. 66. ISBN 978-0-486-15216-5.
45. 1 2  Combi, Michael R. (2004). Comets II. Gas dynamics and kinetics in the cometary coma: Theory and observations. Comets II: 523 (PDF) (англ.). University of Arizona Press. с. 523—548. Bibcode:2004come.book..523C. doi:10.2307/j.ctv1v7zdq5.34. Архів оригіналу (PDF) за 15 березня 2007.
46. ↑  Morris, Charles S. Comet Definitions (англ.). Michael Gallagher. Процитовано 31 серпня 2013.
47. ↑  Lallement, Rosine та ін. (2002). The Shadow of Comet Hale–Bopp in Lyman-Alpha. Earth, Moon, and Planets. 90 (1): 67—76. Bibcode:2002EM&P...90...67L. doi:10.1023/A:1021512317744.
48. ↑  Jewitt, David. The Splintering of Comet 17P/Holmes During a Mega-Outburst (англ.). University of Hawaii. Процитовано 30 серпня 2013.
49. 1 2 3  Kronk, Gary W. The Comet Primer. Gary W. Kronk's Cometography. Архів оригіналу за 17 травня 2011. Процитовано 30 серпня 2013.
50. ↑  Brinkworth, Carolyn & Thomas, Claire. Comets (англ.). University of Leicester. Процитовано 31 липня 2013.
51. ↑  Pasachoff, Jay M (2000). A field guide to the stars and planets (англ.). Houghton Mifflin. с. 75. ISBN 978-0-395-93432-6.
52. ↑  Jewitt, David. Comet Holmes Bigger Than The Sun (англ.). Institute for Astronomy at the University of Hawaii. Процитовано 31 липня 2013.
53. ↑  Lisse, C. M. та ін. (1996). Discovery of X-ray and Extreme Ultraviolet Emission from Comet C/Hyakutake 1996 B2. Science. 274 (5285): 205. Bibcode:1996Sci...274..205L. doi:10.1126/science.274.5285.205.
54. ↑  Lisse, C. M. та ін. (2001). Charge Exchange-Induced X-Ray Emission from Comet C/1999 S4 (LINEAR). Science. 292 (5520): 1343—8. Bibcode:2001Sci...292.1343L. doi:10.1126/science.292.5520.1343. PMID 11359004.
55. ↑  Gringauz, K. I. та ін. (15 травня 1986). First in situ plasma and neutral gas measurements at comet Halley. Nature. 321: 282—285. Bibcode:1986Natur.321..282G. doi:10.1038/321282a0.
56. ↑  Neubauer, F. M. та ін. (лютого 1993). First results from the Giotto magnetometer experiment during the P/Grigg-Skjellerup encounter. Astronomy & Astrophysics. 268 (2): L5—L8. Bibcode:1993A&A...268L...5N.
57. ↑  Gunell, H. та ін. (November 2018). The infant bow shock: a new frontier at a weak activity comet (PDF). Astronomy & Astrophysics. 619. L2. Bibcode:2018A&A...619L...2G. doi:10.1051/0004-6361/201834225. Архів (PDF) оригіналу за 30 квітня 2019.
58. ↑  Kolokolova, L.; Kimura, H.; Kiselev, N.; Rosenbush, V. (1 березня 2007). Two different evolutionary types of comets proved by polarimetric and infrared properties of their dust. Astronomy & Astrophysics (англ.). Т. 463, № 3. с. 1189—1196. doi:10.1051/0004-6361:20065069. ISSN 0004-6361. Процитовано 3 липня 2024.
59. ↑  Friebele, Elaine (13 травня 1997). High‐sodium comet. Eos, Transactions American Geophysical Union (англ.). Т. 78, № 19. с. 198—198. doi:10.1029/EO078i019p00198-02. ISSN 0096-3941. Процитовано 3 липня 2024.
60. ↑  Cochran, Anita L.; Levison, Harold F.; Stern, S. Alan; Duncan, Martin J. (1 грудня 1995). The Discovery of Halley-sized Kuiper Belt Objects Using the Hubble Space Telescope. The Astrophysical Journal (англ.). Т. 455. с. 342. doi:10.1086/176581. ISSN 0004-637X. Процитовано 27 квітня 2024.
61. ↑  Cochran, Anita L.; Levison, Harold F.; Tamblyn, Peter; Stern, S. Alan; Duncan, Martin J. (10 серпня 1998). The Calibration of the [ITAL]Hubble Space Telescope[/ITAL] Kuiper Belt Object Search:Setting the Record Straight. The Astrophysical Journal (англ.). Т. 503, № 1. с. L89—L93. doi:10.1086/311515. Процитовано 27 квітня 2024.
62. ↑  Brown, Michael E.; Kulkarni, Shrinivas R.; Liggett, Timothy J. (20 листопада 1997). An Analysis of the Statistics of the [ITAL]Hubble Space Telescope[/ITAL] Kuiper Belt Object Search. The Astrophysical Journal (англ.). Т. 490, № 1. с. L119—L122. doi:10.1086/311009. Процитовано 27 квітня 2024.
63. ↑  Jewitt, David; Luu, Jane; Chen, Jun (1 вересня 1996). The Mauna Kea-Cerro-Tololo (MKCT) Kuiper Belt and Centaur Survey. The Astronomical Journal (англ.). Т. 112. с. 1225. doi:10.1086/118093. ISSN 0004-6256. Процитовано 27 квітня 2024.
64. ↑  Комета. Энциклопедия Кругосвет. Универсальная научно-популярная онлайн-энциклопедия (рос.). Архів оригіналу за 10 вересня 2017. Процитовано 28 квітня 2024.{{cite web}}:  Обслуговування CS1: bot: Сторінки з посиланнями на джерела, де статус оригінального URL невідомий (посилання)
65. ↑  81P/Wild (Wild 2) - NASA Science. science.nasa.gov (амер.). Процитовано 28 квітня 2024.
66. ↑  Kenneth R. Lang (2011). The Cambridge Guide to the Solar System (англ.). Cambridge University Press. с. 422. ISBN 978-1-139-49417-5.
67. ↑  Nemiroff, R.; Bonnell, J., eds. (29 червня 2013). PanSTARRS: The Anti Tail Comet. Astronomy Picture of the Day (англ.). Процитовано 28 квітня 2024.
68. ↑  Biermann, L. (1 березня 1963). The plasma tails of comets and the interplanetary plasma. Space Science Reviews (англ.). Т. 1, № 3. с. 553—553. doi:10.1007/BF00225271. ISSN 1572-9672. Процитовано 28 квітня 2024.
69. 1 2  Carroll, Bradley W.; Ostlie, Dale A. (1996). An introduction to modern astrophysics (англ.). Reading, Mass: Addison-Wesley Pub. с. 864-874. ISBN 978-0-201-54730-6.
70. ↑  Eyles, C. J.; Harrison, R. A.; Davis, C. J.; Waltham, N. R.; Shaughnessy, B. M.; Mapson-Menard, H. C. A.; Bewsher, D.; Crothers, S. R.; Davies, J. A. (1 лютого 2009). The Heliospheric Imagers Onboard the STEREO Mission. Solar Physics (англ.). Т. 254, № 2. с. 387—445. doi:10.1007/s11207-008-9299-0. ISSN 1573-093X. Процитовано 28 квітня 2024.
71. 1 2  Comets and Jets. Hubblesite.org (англ.). 12 листопада 2013.
72. ↑  Baldwin, Emily (11 листопада 2010). Dry ice fuels comet jets. Astronomy Now. Архів оригіналу за 17 грудня 2013.
73. ↑  Chang, Kenneth (18 листопада 2010). Comet Hartley 2 Is Spewing Ice, NASA Photos Show. The New York Times (англ.). Архів оригіналу за 1 січня 2022.
74. ↑  Duncan, M.; Quinn, T.; Tremaine, S. (1 травня 1988). The Origin of Short-Period Comets. The Astrophysical Journal (англ.). Т. 328. с. L69. doi:10.1086/185162. ISSN 0004-637X. Процитовано 23 квітня 2024.
75. ↑  Delsemme, A. H. (1998). Our Cosmic Origins: From the Big Bang to the Emergence of Life and Intelligence (англ.). Cambridge University Press. ISBN 978-0-521-79480-0.
76. ↑  Wilson, H. C. (1 листопада 1909). The Comet Families of Saturn, Uranus and Neptune. Popular Astronomy. Т. 17. с. 629—633. ISSN 0197-7482. Процитовано 23 квітня 2024.
77. ↑  Comets (англ.). Архів оригіналу за 29 липня 2013. Процитовано 23 квітня 2024.
78. 1 2 3  Comets — where are they (англ.). Архів оригіналу за 5 серпня 2013. Процитовано 23 квітня 2024.
79. ↑  Duncan, Martin J. (1 липня 2008). Dynamical Origin of Comets and Their Reservoirs. Space Science Reviews (англ.). Т. 138, № 1. с. 109—126. doi:10.1007/s11214-008-9405-5. ISSN 1572-9672. Процитовано 23 квітня 2024.
80. ↑  Jewitt, David C. (1 лютого 2002). From Kuiper Belt Object to Cometary Nucleus: The Missing Ultrared Matter. The Astronomical Journal (англ.). Т. 123, № 2. с. 1039. doi:10.1086/338692. ISSN 1538-3881. Процитовано 23 квітня 2024.
81. ↑  Small-Body Database Query. ssd.jpl.nasa.gov (англ.). Процитовано 23 квітня 2024.
82. ↑  Andrews, Robin George (18 листопада 2022). The Mysterious Comets That Hide in the Asteroid Belt. The New York Times (амер.). ISSN 0362-4331. Процитовано 23 квітня 2024.
83. ↑  Comets - Astronomy 801: Planets, Stars, Galaxies, and the Universe. www.e-education.psu.edu (англ.). Процитовано 23 квітня 2024.
84. ↑  What is a comet?. web.archive.org (англ.). 19 січня 2013. Архів оригіналу за 19 січня 2013. Процитовано 23 квітня 2024.
85. ↑  Oort, J. H. (1 січня 1950). The structure of the cloud of comets surrounding the Solar System and a hypothesis concerning its origin. Bulletin of the Astronomical Institutes of the Netherlands. Т. 11. с. 91—110. ISSN 0365-8910. Процитовано 23 квітня 2024.
86. ↑  Hanslmeier, Arnold (14 листопада 2008). Habitability and Cosmic Catastrophes (англ.). Springer Science & Business Media. ISBN 978-3-540-76945-3.
87. ↑  What is A Short Period Comet – Less than 200 Year Orbital Cycle. Planet Facts (амер.). 12 вересня 2011. Процитовано 23 квітня 2024.
88. ↑  Influence of giant planets on the orbit of comet C/2010 X1 - SpaceObs. spaceobs.org (англ.). Архів оригіналу за 19 березня 2012. Процитовано 30 квітня 2024.
89. 1 2  Small Bodies Profile (англ.). NASA. Архів оригіналу за 30 квітня 2013. Процитовано 30 квітня 2024.
90. ↑  Joardar, S.; Bhattacharya, A. B.; Bhattacharya, R. (15 квітня 2008). Astronomy and Astrophysics (англ.). Jones & Bartlett Learning. ISBN 978-0-7637-7786-9.
91. ↑  McGlynn, Thomas A.; Chapman, Robert D. (1 листопада 1989). On the Nondetection of Extrasolar Comets. The Astrophysical Journal. Т. 346. с. L105. doi:10.1086/185590. ISSN 0004-637X. Процитовано 30 квітня 2024.
92. 1 2  Duncan, Martin J. (1 липня 2008). Dynamical Origin of Comets and Their Reservoirs. Space Science Reviews (англ.). Т. 138. с. 109—126. doi:10.1007/s11214-008-9405-5. ISSN 0038-6308. Процитовано 30 квітня 2024.
93. ↑  Oort Cloud: Facts - NASA Science. science.nasa.gov (амер.). Процитовано 30 квітня 2024.
94. 1 2  Hills, J. G. (1 листопада 1981). Comet showers and the steady-state infall of comets from the Oort cloud. The Astronomical Journal (англ.). Т. 86. с. 1730—1740. doi:10.1086/113058. ISSN 0004-6256. Процитовано 30 квітня 2024.
95. ↑  Levison, Harold F.; Dones, Luke; Duncan, Martin J. (квітень 2001). The Origin of Halley-Type Comets: Probing the Inner Oort Cloud. The Astronomical Journal (англ.). Т. 121, № 4. с. 2253—2267. doi:10.1086/319943. ISSN 0004-6256. Процитовано 30 квітня 2024.
96. ↑  Planetary Sciences: American and Soviet Research (англ.). Washington: National Academy Press. 1991. ISBN 0-309-04333-6.
97. ↑  Ferna´ndez, Julia A. (1997). The Formation of the Oort Cloud and the Primitive Galactic Environment (PDF) (англ.). Монтевідео: Departamento de Astronomı´a, Facultad de Ciencias. с. 106—118. Архів оригіналу (PDF) за 24 липня 2012.
98. 1 2 3  Charles Q. Choi, Daisy Dobrijevic (31 липня 2023). Comets: Everything you need to know. Space. Процитовано 12 липня 2024.
99. ↑  Hyperbolic Comets. Space Reference.
100. ↑  Jupiter-family Comets. Space Reference.
101. ↑  Opik, E. J. (1 березня 1966). Sun-Grazing Comets and Tidal Disruption. Irish Astronomical Journal (англ.). Т. 7. с. 141. ISSN 0021-1052. Процитовано 16 квітня 2024.
102. ↑  Bailey, M. E.; Chambers, J. E.; Hahn, G. (1 квітня 1992). Origin of sungrazers - A frequent cometary end-state. Astronomy and Astrophysics (англ.). Т. 257. с. 315—322. ISSN 0004-6361. Процитовано 16 квітня 2024.
103. ↑  Ohtsuka, Katsuhito; Nakano, Syuichi; Yoshikawa, Makoto (1 лютого 2003). On the Association among Periodic Comet 96P/Machholz, Arietids, the Marsden Comet Group, and the Kracht Comet Group. Publications of the Astronomical Society of Japan (англ.). Т. 55. с. 321—324. doi:10.1093/pasj/55.1.321. ISSN 0004-6264. Процитовано 16 квітня 2024.
104. ↑  Yeomans; Donald K. (квітень 2007). Great Comets in History. ssd.jpl.nasa.gov (англ.). NASA.
105. ↑  Famighetti, Robert (1996). The World Almanac and Book of Facts (англ.). Newspaper Enterprise Association, 1995. ISBN 9780886877804.
106. ↑  Atkinson, Nancy (25 вересня 2012). New 'Sun-Skirting' Comet Could Provide Dazzling Display in 2013. Universe Today (амер.). Процитовано 16 квітня 2024.
107. ↑  C/1975 V1 (West). cometography.com (англ.). Процитовано 16 квітня 2024.
108. ↑  Neuhaeuser, Ralph; Kunitzsch, Paul; Mugrauer, Markus; Luge, Daniela; van Gent, Rob (2016-05). Tycho Brahe, Abu Mashar, and the comet beyond Venus (ninth century A.D.). Journal for the History of Astronomy. Т. 47, № 2. с. 136—158. doi:10.1177/0003702816645734. ISSN 0021-8286. Процитовано 20 липня 2024.
109. ↑  C2006 P1(McNaught) (англ.). Архів оригіналу за 19 січня 2007.
110. ↑  29P/Schwassmann-Wachmann 1. cometography.com (англ.). Процитовано 16 квітня 2024.
111. ↑  95P/Chiron. cometography.com (англ.). Процитовано 16 квітня 2024.
112. ↑  137P/Shoemaker-Levy 2. cometography.com (англ.). Процитовано 16 квітня 2024.
113. ↑  NASA Researchers Discover More Dark Comets. // Jet Propulsion Laboratory. DEC 09, 2024
114. ↑  NASA відкрило новий тип потенційно небезпечних комет. // Автор: Олександр Петров. 15.12.2024, 17:50
115. ↑  Horner, J.; Evans, N. W.; Bailey, M. E. (2004-11). Simulations of the population of Centaurs - I. The bulk statistics. Monthly Notices of the Royal Astronomical Society (англ.). Т. 354, № 3. с. 798—810. doi:10.1111/j.1365-2966.2004.08240.x. Процитовано 16 квітня 2024.{{cite news}}:  Обслуговування CS1: Сторінки із непозначеним DOI з безкоштовним доступом (посилання)
116. ↑  Pappalardo; Bob & Spiker; Linda (15 березня 2009). Cassini Proposed Extended-Extended Mission (XXM) (англ.). Lunar and Planetary Institute.
117. ↑  Hughes, D. W. (1991). On hyperbolic comets. Journal of the British Astronomical Association. 101: 119. Bibcode:1991JBAA..101..119H.
118. ↑  Horizons output. Barycentric Osculating Orbital Elements for Comet C/1980 E1 (англ.). Процитовано 9 березня 2011.
119. 1 2  Whitman, K. та ін. (2006). The size–frequency distribution of dormant Jupiter family comets. Icarus. 183 (1): 101—114. arXiv:astro-ph/0603106v2. Bibcode:2006Icar..183..101W. doi:10.1016/j.icarus.2006.02.016.
120. ↑  Lyzenga, Greg (16 листопада 1998). If comets melt, why do they seem to last for long periods of time. Scientific American (англ.). Процитовано 13 серпня 2013.
121. ↑  Bottke, William F. Jr. & Levison, Harold F. (2002). Evolution of Comets into Asteroids (PDF). Asteroids III: 669. Bibcode:2002aste.book..669W. Архів (PDF) оригіналу за 2 лютого 2004.
122. ↑  McFadden, L. A. (1994). The Comet-Asteroid Transition: Recent Telescopic Observations. У Milani, Andrea; Di Martino, Michel; Cellino, A. (ред.). Asteroids, Comets, Meteors 1993: Proceedings of the 160th Symposium of the International Astronomical Union, Held in Belgirate, Italy, June 14–18, 1993 (англ.). Т. 160. Springer. с. 95. Bibcode:1994IAUS..160...95M.
123. ↑  McFadden, L. A. та ін. (February 1993). The enigmatic object 2201 Oljato: Is it an asteroid or an evolved comet?. Journal of Geophysical Research. 98 (E2): 3031—3041. Bibcode:1993JGR....98.3031M. doi:10.1029/92JE01895.
124. ↑  Whitehouse, David (26 липня 2002). Astronomers see comet break-up. BBC News (англ.).
125. ↑  Kronk, Gary W. D/1993 F2 Shoemaker–Levy 9. Gary W. Kronk's Cometography. Архів оригіналу за 9 травня 2008. Процитовано 27 квітня 2009.
126. ↑  Comet Shoemaker–Levy Background (англ.). NASA. Процитовано 23 вересня 2013.
127. ↑  Whitney, Clavin (10 травня 2006). Spitzer Telescope Sees Trail of Comet Crumbs (англ.). Процитовано 16 серпня 2013.
128. ↑  Yeomans, Donald K. (April 2007). Great Comets in History. ssd.jpl.nasa.gov (англ.). NASA JPL. Процитовано 16 серпня 2013.
129. ↑  Split comets (PDF) (англ.). Lunar and Planetary Institute. Bibcode:2004come.book..301B. doi:10.2307/j.ctv1v7zdq5.25. Архів оригіналу (PDF) за 18 березня 2009.
130. ↑  Pittichova, Jand та ін. (2003). Are Comets 42P/Neujmin 3 and 53P/Van Biesbroeck Parts of one Comet?. Bulletin of the American Astronomical Society. 35: 1011. Bibcode:2003DPS....35.4705P.
131. ↑  Sekanina, Zdenek; Kracht, Rainer (1 травня 2016). Pairs and Groups of Genetically Related Long-period Comets and Proposed Identity of the Mysterious Lick Object of 1921. The Astrophysical Journal. 823 (1): 2 (26 pages). arXiv:1510.06445. Bibcode:2016ApJ...823....2S. doi:10.3847/0004-637X/823/1/2.
132. ↑  de la Fuente Marcos, Carlos; de la Fuente Marcos, Raúl (27 листопада 2023). Second-generation Fragments of a Comet Split in the Making: The Liller Family Comets. Research Notes of the American Astronomical Society. 7 (11): 249 (3 pages). Bibcode:2023RNAAS...7..249D. doi:10.3847/2515-5172/ad0f27.
133. ↑  The Andromedids (англ.). Meteor Showers Online. Архів оригіналу за 22 січня 2013. Процитовано 27 квітня 2009.
134. ↑  SOHO analyses a kamikaze comet (англ.). ЄКА. 23 лютого 2001. Процитовано 30 серпня 2013.
135. ↑  Comet Shoemaker–Levy 9 Collision with Jupiter (англ.). National Space Science Data Center. Процитовано 30 серпня 2013.
136. 1 2 3 4 5 6  Sagan та Druyan, 1997
137. ↑  Lyzenga, Gregory A. (20 вересня 1999). What causes a meteor shower?. Scientific American (англ.). Процитовано 21 листопада 2019.
138. ↑  Jaggard, Victoria (7 лютого 2019). Meteor showers, explained. National Geographic (англ.). Архів оригіналу за 7 травня 2019. Процитовано 21 листопада 2019.
139. ↑  Major Meteor Showers (англ.). Meteor Showers Online. Архів оригіналу за 24 липня 2013. Процитовано 31 липня 2013.
140. ↑  Meteors and Meteor Showers (англ.). United States National Weather Service. Процитовано 21 листопада 2019.
141. ↑  Muir, Hazel (25 вересня 2007). Earth's water brewed at home, not in space. New Scientist (англ.). Процитовано 30 серпня 2013.
142. ↑  Clavin, Whitney (10 лютого 2015). Why Comets Are Like Deep Fried Ice Cream (англ.). NASA. Процитовано 10 лютого 2015.
143. ↑  Fernández, Julio A. (2006). Comets (англ.). Springer. с. 315. ISBN 978-1-4020-3495-4.
144. ↑  Martins, Zita та ін. (2013). Shock synthesis of amino acids from impacting cometary and icy planet surface analogues. Nature Geoscience. 6 (12): 1045—1049. Bibcode:2013NatGe...6.1045M. doi:10.1038/ngeo1930.
145. ↑  Did comet impacts jump-start life on Earth?. Astrobiology Magazine (амер.). 18 жовтня 2019. Архів оригіналу за 8 березня 2021. Процитовано 1 грудня 2019.
146. ↑  Oregonian (29 Oct 2015), «Comet's oxygen shakes theories on solar system», p. A5
147. ↑  Water Discovered in Apollo Moon Rocks Likely Came from Comets (англ.). NASA. Процитовано 7 вересня 2013.
148. ↑  Australites (англ.). Museum Victoria. Архів оригіналу за 26 липня 2008. Процитовано 7 вересня 2013.
149. ↑  Elements.comet — JPL Solar System Dynamics — NASA. NASA (англ.). Архів оригіналу за 20 серпня 2011. Процитовано 11 лютого 2010.
150. ↑  Chinese Oracle Bones (англ.). Cambridge University Library. Архів оригіналу за 5 жовтня 2013. Процитовано 14 серпня 2013.
151. ↑  Ridpath, Ian (8 липня 2008). Comet lore. A brief history of Halley's Comet (англ.). Процитовано 14 серпня 2013.
152. ↑  Heidarzadeh, Tofigh (2008). A History of Physical Theories of Comets, From Aristotle to Whipple (англ.). Springer Science+Business Media. с. 1. ISBN 978-1-4020-8323-5. LCCN 2008924856.
153. ↑  Sagan та Druyan, 1997, с. 48.
154. 1 2  Barker, Peter & Goldstein, Bernard R. (September 1988). The role of comets in the Copernican revolution. Studies in History and Philosophy of Science Part A. 19 (3): 299—319. Bibcode:1988SHPSA..19..299B. doi:10.1016/0039-3681(88)90002-7.
155. 1 2 3 4  Sagan та Druyan, 1997, с. 26.
156. ↑  Sagan та Druyan, 1997, с. 26—27.
157. ↑  Heidarzadeh, Tofigh (23 травня 2008). A History of Physical Theories of Comets, From Aristotle to Whipple (англ.). Springer Science & Business Media. ISBN 978-1-4020-8323-5.
158. ↑  Hellman, C. Doris (1971). The Comet of 1577: Its Place in the History of Astronomy. Columbia University Studies in the Social Sciences No. 510. AMS Press. с. 36. ISBN 0-404-51510-X. LCCN 72-110569.
159. 1 2 3 4  Brandt, John C.; Chapman, Robert D. (11 березня 2004). Introduction to Comets (англ.). Cambridge University Press. с. 6—11. ISBN 978-0-521-00466-4.
160. ↑  Kelley, David H. & Milone, Eugene F. (2011). Exploring Ancient Skies: A Survey of Ancient and Cultural Astronomy (англ.) (вид. 2nd). Springer Science+Business Media. с. 293. Bibcode:2011eas..book.....K. doi:10.1007/978-1-4419-7624-6. ISBN 978-1-4419-7624-6. OCLC 710113366.
161. ↑  Sharma, S. D. (1987). Periodic Nature of Cometary Motions as Known to Indian Astronomers Before Eleventh Century A.D. International Astronomical Union Colloquium (англ.). 91: 109—112. doi:10.1017/S0252921100105925. ISSN 0252-9211.
162. 1 2  Olson, Roberta J.M. (1984)... And They Saw Stars: Renaissance Representations of Comets and Pretelescopic Astronomy. Art Journal. 44 (3): 216—224. doi:10.2307/776821. JSTOR 776821.
163. ↑  Sagan та Druyan, 1997, с. 32—33.
164. ↑  Sagan та Druyan, 1997, с. 36.
165. ↑  Barker, Peter (1 червня 2002). Constructing Copernicus. Perspectives on Science. 10 (2): 208—227. doi:10.1162/106361402321147531. ISSN 1063-6145.
166. ↑  A Brief History of Comets I (until 1950) (англ.). European Southern Observatory. Процитовано 14 серпня 2013.
167. ↑  Boschiero, Luciano (February 2009). Giovanni Borelli and the Comets of 1664–65. Journal for the History of Astronomy. 40 (1): 11—30. Bibcode:2009JHA....40...11B. doi:10.1177/002182860904000103.
168. ↑  Newton, Isaac (1687). Lib. 3, Prop. 41. Philosophiæ Naturalis Principia Mathematica. Royal Society of London. ISBN 0-521-07647-1.
169. ↑  Halleio, E. (1704). Astronomiae Cometicae Synopsis, Autore Edmundo Halleio apud Oxonienses. Geometriae Professore Saviliano, & Reg. Soc. S (PDF). Philosophical Transactions of the Royal Society of London. 24 (289–304): 1882—1899. Bibcode:1704RSPT...24.1882H. doi:10.1098/rstl.1704.0064. Архів (PDF) оригіналу за 30 квітня 2017.
170. ↑  On 1758 November 14, Alexis Clairaut announced to the Royal Academy of Sciences in Paris his prediction of the date at which Halley's comet would return:
171. ↑  Sagan та Druyan, 1997, с. 93.
172. ↑  Wong, Yau-Chuen (2008). The Greatest Comets in History: Broom Stars and Celestial Scimitars. Springer. с. 35. ISBN 978-0-387-09513-4.
173. ↑  Sagan та Druyan, 1997, с. 84—87.
174. ↑  Pigatto, Luisa (December 2009). The correspondence of Giovanni Santini and Giuseppe Lorenzoni, directors of the Astronomical Observatory of Padua in the 19th Century. Annals of Geophysics. 52: 595—604.
175. ↑  Pigatto, L. (1988): Santini e gli strumenti della Specola, in Giovanni Santini astronomo, «Atti e Memorie dell'Accademia Patavina di Scienze, Lettere ed Arti», (Padova), XCIX (1986—1987), 187—198.
176. ↑  Whipple, F. L. (1950). A comet model. I. The acceleration of Comet Encke. The Astrophysical Journal. 111: 375. Bibcode:1950ApJ...111..375W. doi:10.1086/145272.
177. ↑  Calder, Nigel (13 жовтня 2005). Magic Universe:A Grand Tour of Modern Science. OUP Oxford. с. 156. ISBN 978-0-19-162235-9.
178. ↑  Küppers, Michael; O'Rourke, Laurence; Bockelée-Morvan, Dominique; Zakharov, Vladimir; Lee, Seungwon; von Allmen, Paul; Carry, Benoît; Teyssier, David; Marston, Anthony (2014). Localized sources of water vapour on the dwarf planet (1) Ceres. Nature. 505 (7484): 525—527. Bibcode:2014Natur.505..525K. doi:10.1038/nature12918. ISSN 0028-0836. PMID 24451541.
179. 1 2  Harrington, J.D. (22 січня 2014). Herschel Telescope Detects Water on Dwarf Planet – Release 14-021. NASA. Процитовано 22 січня 2014.
180. ↑  Zubritsky, Elizabeth & Neal-Jones, Nancy (11 серпня 2014). Release 14-038: NASA's 3-D Study of Comets Reveals Chemical Factory at Work. NASA. Процитовано 12 серпня 2014.
181. ↑  Cordiner, M. A. та ін. (11 серпня 2014). Mapping the Release of Volatiles in the Inner Comae of Comets C/2012 F6 (Lemmon) and C/2012 S1 (ISON) Using the Atacama Large Millimeter/Submillimeter Array. The Astrophysical Journal. 792: L2. arXiv:1408.2458. Bibcode:2014ApJ...792L...2C. doi:10.1088/2041-8205/792/1/L2.
182. ↑  Stephenson F. R., Yau K. K. C. (May 1985). Far eastern observations of Halley’s comet: 240 BC to AD 1368. Journal of the British Interplanetary Society. 38: 195—216. ISSN 0007-084X.
183. ↑  Giotto overview. www.esa.int (англ.). ЄКА. Процитовано 3 квітня 2024.
184. ↑  Deep Impact (EPOXI). science.nasa.gov (англ.). NASA. Процитовано 3 квітня 2024.
185. ↑  Deep Impact - Asteroid & Comet Missions - NASA Jet Propulsion Laboratory. www.jpl.nasa.gov (амер.). NASA Jet Propulsion Laboratory (JPL). Процитовано 3 квітня 2024.
186. ↑  Rosetta Ready To Explore A Comet's Realm (англ.). ЄКА. 12 січня 2004. Процитовано 7 вересня 2013.
187. ↑  Rosetta-Philae. science.nasa.gov (англ.). Процитовано 3 квітня 2024.
188. 1 2  Ridpath, Ian (3 липня 2008). Awaiting the Comet. A brief history of Halley's Comet (англ.). Процитовано 15 серпня 2013.
189. ↑  Dr. H. A. Weaver, T. E. Smith. Hubble Investigates Comet on a Collision Course with Jupiter. HUBBLESITE, NASA (англ.).
190. ↑  NASA, ESA (17 травня 1994), Shoemaker Levy 9 comet fragments approaching Jupiter, процитовано 27 травня 2024
191. ↑  Shoemaker Levy 9 comet fragments approaching Jupiter (англ.). NASA, ЄКА. 17 травня 1994. Процитовано 27 травня 2024.
192. ↑  How Historic Jupiter Comet Impact Led to Planetary Defense - NASA (амер.). 30 червня 2019. Процитовано 27 травня 2024.
193. ↑  The Lasting Impacts of Comet Shoemaker-Levy 9 - NASA Science. science.nasa.gov (амер.). Процитовано 27 травня 2024.
194. 1 2 3 4  Bowdoin Van Riper, A (2002). Science in Popular Culture: A Reference Guide (англ.). Greenwood Publishing. с. 27—29. ISBN 978-0-313-31822-1.
195. ↑  Ayres, B. Drummond Jr. (29 березня 1997). Families Learning of 39 Cultists Who Died Willingly. The New York Times. Процитовано 20 серпня 2013. According to material the group posted on its Internet site, the timing of the suicides were probably related to the arrival of the Hale–Bopp comet, which members seemed to regard as a cosmic emissary beckoning them to another world.
196. ↑  Lanuza Navarro, Tayra M. C. (2006). Medical astrology in Spain during the seventeenth century. Cronos (Valencia, Spain). 9: 59—84. ISSN 1139-711X. PMID 18543450.
197. ↑  Sozin's Comet. Avatar Wiki (англ.). Процитовано 3 квітня 2024.
198. ↑  Brin, David (6 грудня 1987). The View From Halley's Comet – 2061: Odyssey Three by Arthur C. Clarke. Los Angeles Times.